# Civilización incaica
La civilización incaica, también llamada civilización inca, fue la última de las grandes civilizaciones precolombinas que conservó su Estado independiente durante la conquista de América. Esta pasó por tres etapas históricas, siendo la primera el Curacazgo incaico (1197-1438), a través de la cual los quechuas consolidaron un Estado que logró sintetizar los conocimientos artísticos, científicos y tecnológicos de sus antecesores tomando como centro la ciudad del Cuzco. Posterior a ello, se da la segunda etapa, conocida como Imperio incaico o Tahuantinsuyo (1438-1533), la cual recogió aquellos conocimientos heredados y los potenció. Conforme se dio la expansión del imperio, este fue absorbiendo nuevas expresiones culturales de los pueblos incorporados, llegando abarcar los actuales territorios de: Perú, Bolivia, Ecuador, Chile, Argentina y Colombia, constituyéndose así en el Imperio más grande de la América precolombina. La conquista del Tahuantinsuyo, realizada entre 1532 y 1540 por los españoles encabezados por Francisco Pizarro, puso fin al imperio y con ello a la etapa de apogeo de la civilización incaica, dando lugar al nacimiento del Virreinato del Perú. Sin embargo, focos de resistencia incaicos se mantendrían organizados en un Estado denominado Incario de Vilcabamba (1533-1572), siendo esta última etapa de la civilización como colectivo independiente. Sin embargo, los incas continuaron existiendo durante la época virreinal; conformaron el grupo más poderoso de la República de Indios, representando la otredad indígena frente a la sociedad hispana, y se organizaron en el Consejo de los 24 nobles electores Incas del Cusco hasta 1825.[cita requerida]
El desarrollo de la civilización incaica se basó en la agricultura, que desarrollaron mediante tecnologías avanzadas, como las terrazas de cultivo llamados andenes para aprovechar las laderas de los cerros, así como sistemas de riego heredados de las culturas pre-incas. Los incas cultivaron maíz, maní, yuca, papa, frijoles, algodón, tabaco y coca, entre otras. Las tierras eran propiedad comunal y se trabajaban en forma colectiva. Desarrollaron también una ganadería de camélidos sudamericanos (llama y alpaca). Por los excelentes caminos incas (Cápac Ñan) transitaban todo tipo de mercancías: desde pescado y conchas spondylus hasta sal y artesanías del interior. Las expresiones artísticas más impresionantes de la civilización inca se edificaron durante el Imperio incaico o Tahuantinsuyo (1438-1533) e incluyen templos (Sacsayhuamán y Coricancha), palacios y complejos estratégicamente emplazados (Machu Picchu, Ollantaytambo y Písac). En la actualidad, algunas costumbres y tradiciones de la desaparecida civilización incaica prevalecen aún en los países que formaron parte del Imperio incaico: Perú, Bolivia, región andina de Ecuador, norte de Chile, Argentina, y sur de Colombia.

## Etimología
Si bien los principales diccionarios contemporáneos del español definen inca primariamente como el etnónimo de todos los miembros de esta civilización, es claro que se trata de un uso moderno. Originalmente el término inca (ynga en las fuentes del siglo XVI) refería al sapa inca o a un grupo social o una etnia muy específicas dentro del Tahuantinsuyo.
Del mismo modo, el uso de quechuas para referir a todos los miembros del Tahuantinsuyo es moderno, ligado a su uso como glotónimo para la lengua quechua y puede resultar confuso. En la lengua general del inga, el término se usaba como etnónimo para ciertos grupos muy específicos, como uno ubicado en el actual departamento peruano de Apurímac. En la actualidad, "los quechuas" son diversos grupos étnicos sudamericanos distintos entre sí.

## Organización política

Detalle de una galería de retratos de los soberanos incas que fue publicada en 1744 en la obra Relación del Viaje a a la América Meridional en la que Jorge Juan y Antonio de Ulloa fueron sus autores.

La organización política incaica fue una de las más avanzadas de América precolombina. A decir del historiador peruano Luis E. Valcárcel, el propósito del Estado inca era garantizar el bienestar de todos sus súbditos, a diferencia de otras monarquías históricas que buscaban solo defender los privilegios de grupos reducidos. El imperio incaico «garantizó a la totalidad de seres humanos, bajo su jurisdicción, el derecho a la vida mediante la satisfacción plena de las necesidades físicas primordiales de alimentación, vestido, vivienda, salud y sexo.» Ello se logró organizando de manera meticulosa a los pobladores, considerados ante todo como actores del proceso de la producción económica, de modo que pudieran evitar las hambrunas y estar siempre prevenidos ante los embates destructivos de la naturaleza. El Estado inca tuvo, pues, un alto sentido de previsión social.

### La jerarquía
Los cronistas españoles, cuyos escritos constituyen la fuente primaria de la historia inca, interpretaron el sistema político de los incas según su concepción europeísta y occidental. Es por eso que describieron al gobierno inca como una monarquía absolutista, a la cabeza del cual se hallaba un solo soberano absoluto, el Inca. Sin embargo, los modernos estudios nos dejan entrever que existieron dos gobernantes que ostentaron al mismo tiempo el mando. Uno pertenecía a la parcialidad del Hanan Cuzco (Cuzco alto) y el otro a la del Hurin Cuzco (Cuzco bajo). Esta dualidad del Hanan y del Hurin se daba también en los curacazgos y se remonta a la época preincaica; es pues, típica de la cosmovisión andina. Según el historiador peruano Waldemar Espinoza Soriano, los dos gobernantes, administradores o jefes máximos tenían sus bienes y posesiones de manera equivalente, aunque era el de Hanan el que reunía más rango por ser el que manejaba la vida cívica, política, económica, social y militar; por eso se le llamaba el Sapa Inca. El otro gobernante, el de Hurin, ostentaba el poder sacerdotal: era el Willaq Umu y aunque era de menos rango, no por ello dejaba de tener enorme influencia en las decisiones imperiales. Ello no significa que existiesen dos monarquías paralelas, sino que solo había una, debidamente unificada.

### La jerarquía imperial
El Sapa Inca o, simplemente, el Inca, era el máximo gobernante, que compartía el poder con el sumo sacerdote o Willaq Umu. Todos sus súbditos debían acatar con sumisión sus órdenes. El símbolo de su poder era la mascapaicha, una especie de borla de lana roja que ceñía en la cabeza. Ejercía las funciones de su gobierno desde el palacio particular que cada uno se hacía construir en el Cuzco. Allí concedía audiencia todo el día y administraba justicia. Pero también viajaba con frecuencia por todo su imperio, llevado en andas sobre hombros de cargadores, para atender personalmente las necesidades de su pueblo.
Al Inca le seguían en jerarquía:
- El Auqui o príncipe heredero. En vida de su padre, ejercía el cogobierno, para ejercitarse en las funciones imperiales. Se lo escogía de entre todos los hijos del Inca, recayendo el honor sobre quien tuviera las mejores cualidades para desempeñar tan alta función.[10][11]
- El Tahuantinsuyo Camachic o Consejo Imperial, integrado por cuatro personajes o apus, que tenía a su cargo el gobierno de cada uno de los suyos o regiones. Algunos autores lo denominan Suyuyuc Apu. A esos 4 apus habría que agregar, según Guaman Poma de Ayala, otros 12 consejeros: cuatro por cada uno de los suyos grandes (Chinchaysuyo y Collasuyo) y dos por cada uno de los de menor tamaño (Antisuyo y Contisuyo). De modo que el Consejo Imperial estaba representado por 16 consejeros: 4 principales y 12 secundarios.[12]
- Los gobernadores o Apunchic, con atribuciones político-militares. Su labor consistía en mantener en orden las provincias, gobernadas por la vieja élite y correspondientes a las viejas naciones o curacazgos. Residía en fortalezas ubicadas en puntos estratégicos y rendía cuentas directamente al Inca y a su Consejo.[12]
- El Tucuirícuc o tocricoc, «el que todo lo ve», una especie de supervisor o veedor imperial, que controlaba a los funcionarios de provincias y en caso necesario, ejercía las funciones de gobierno. Se encargaba además de recoger los tributos y remitirlos al Cuzco, de casar a las parejas y de ejercer la justicia.[13] Como símbolo del poder que le otorgaba el Inca, llevaba siempre un hilo de la mascapaicha, que era inconfundible para la gente.
- El Hatun curaca, es el gobarnante o apu curaca de los grandes curacazgos, es decir grupos de cazicazgos, o curacazgos, bajo el dominio de uno de ellos. Gobierna las entidades que representan el más alto nivel de integración en los Andes en la época inmediatamente anterior a la conquista; el imperio incaico se contentaba con apoderarse del poder político, la mano de obra y las tierras de los grandes curacazgos, y por tanto no completar la integración de los curacazgos, que se convirtieron en provincias o wamanis, en un estado unificado.[14]
- El apu curaca, es el gobernante de los estados regionales o curacazgos, preincaicos. En la era Inca, el emperador Inca gobernaba sobre la base de jerarquías locales. Los curacazgos son confederaciones de aillus, a su vez federados en un curacazgo más grande.[15]
- El curaca llamada kamachikuq, era el jefe del aillu o comunidad. Equivalente a cacique. Solía ser el más anciano y sabio de su pueblo, aunque a veces los incas imponían sus propios curacas en las poblaciones recalcitrantes a su dominio. Vigilaba por el orden y aplicaba justicia; también se encargaba de recolectar el tributo para el Inca. Tenía como privilegios el poder entrevistarse con el Inca, de tener como esposa principal a una aclla cusqueña, además de numerosas esposas secundarias. Debía enviar a sus hijos al Cuzco, para ser educados junto con la élite inca; con ello, el Estado inca buscaba quechuizar a la clase dirigencial de las provincias.[13]

## Organización administrativa

### División territorial: Suyos o regiones

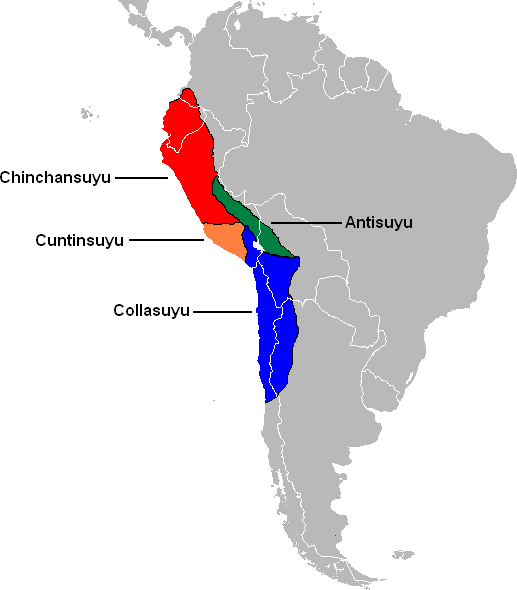
Mapa del imperio incaico: Chinchaysuyo (en rojo), Collasuyo (en azul), Antisuyo (en verde) y Contisuyo (en amarillo).

Los cronistas afirmaron que el imperio incaico estuvo dividido en cuatro grandes distritos conocidos como suyos (del quechua suyu, que significa surco): Chinchaysuyo, Antisuyo, Collasuyo y Contisuyo. El centro de esta división era el propio Cuzco. Debido a ello, el imperio adoptó el nombre de Tahuantinsuyo, es decir, los cuatro suyos o regiones, concordantes con los cuatro puntos cardinales. El concepto del suyo era más que nada demarcativo. No equivalía a una denominación política ni étnica, tan así que nunca los pobladores del imperio se autodenominaron tahuantinsuyanos. Los suyos se dividían a la vez en huamanis o grandes provincias, los cuales solían coincidir con las fronteras de los territorios de los pueblos o etnias sometidas al imperio. Los huamanis se dividían a su vez en sayas o sectores, que eran dos: Hanansaya o parte alta y Hurinsaya o parte baja. En cada saya vivía un número variable de ayllus o grupos familiares.
La creación de este sistema de organización del territorio ha sido atribuida al inca Pachacútec (r. 1438-1478); sin embargo sabemos que se trataba de una práctica mucho más antigua.

### La base decimal de la administración
Para la mejor administración del imperio, era necesario asegurar que todos trabajaran y cumplieran lo que se les imponía. Con esta finalidad, los incas crearon una organización decimal que consistía en una escuela de funcionarios, cada uno de los cuales controlaba el trabajo de diez que estaban bajo su inmediata autoridad:
- El Purec o jefe de familia (la base de la sociedad).
- El Chunca-camayoc, encargado de una Chunca, es decir, el conjunto de diez familias. Mandaba a diez purecs y estaba encargado del censo de las personas correspondientes a su jurisdicción, distribuirles tierras y dirigirlos en el trabajo.
- El Pachaca-camayoc, funcionario al parecer equivalente al curaca, que controlaba una Pachaca o conjunto de cien familias. Estaba encargado de vigilar a los chunca-camayocs en el cumplimiento de sus obligaciones y revisar las decisiones que hubiesen tomado en asuntos de su jurisdicción.
- El Huaranga-camayoc, a cargo de una Huaranga o conjunto de mil familias. Supervigilaba a los pachaca-camayocs; especialmente debía cuidar la exactitud de los registros censales y la equidad de la distribución de tierras, para evitar que aquellos aprovechasen su autoridad en perjuicio del bienestar del pueblo.
- El Huno-camayoc, al mando de un Huno o conjunto de diez mil familias, amplitud que hace pensar en una confederación tribal estabilizada por la autoridad del Inca. Supervigilaba a los huaranga-camayocs. Conservaba los registros censales y de acuerdo con ellos dirigía la política agraria y los trabajos artesanales. Se hallaba subordinado al Tucuirícuc y al Suyuyuc Apu.

### El sistema vial y el transporte
Los Incas se preocuparon por tener buenas vías de comunicación y por ello construyeron a lo largo y ancho de sus dominios una vasta y compleja red de caminos. Estos tenían la función de integrar y unificar el Imperio.

#### Qhapaq Ñan o camino real

Sistema de caminos del imperio incaico.

El Qhapaq Ñan o Camino Real es el más imponente ejemplo de la ingeniería civil incaica. Tiene una longitud de 5200 km y servía de enlace a una red articulada de caminos e infraestructuras de más de 20 000 km, construidas a lo largo de dos milenios de culturas andinas precedentes a los incas. Todo este sistema de caminos recorría, superando los potenciales obstáculos de los candentes desiertos, de la escabrosidad de las montañas, los zigzag de las quebradas, las correntadas de los ríos, vinculando diversos núcleos productivos, administrativos y ceremoniales cuyo centro era la ciudad del Cuzco, donde, como en la Roma antigua, todos los caminos confluían.
El Qhapaq Ñan se dividía en dos ramales longitudinales: el camino de la costa y el camino de la sierra. Comunicaba localidades tan distantes como Quito al norte y Tucumán al sur. Los cronistas españoles alabaron su extensión, trazado, anchura y calidad, sobre todo por el esfuerzo que significó su construcción en medios tan agrestes como los Andes y los desiertos costeros; tanto así que lo compararon con la red vial del Imperio romano. La red vial incaica facilitó la conquista española, según lo aseveran los entendidos. 
En el 2014, la Unesco proclamó al Qhapaq Ñan como Patrimonio de la Humanidad.

#### Los puentes

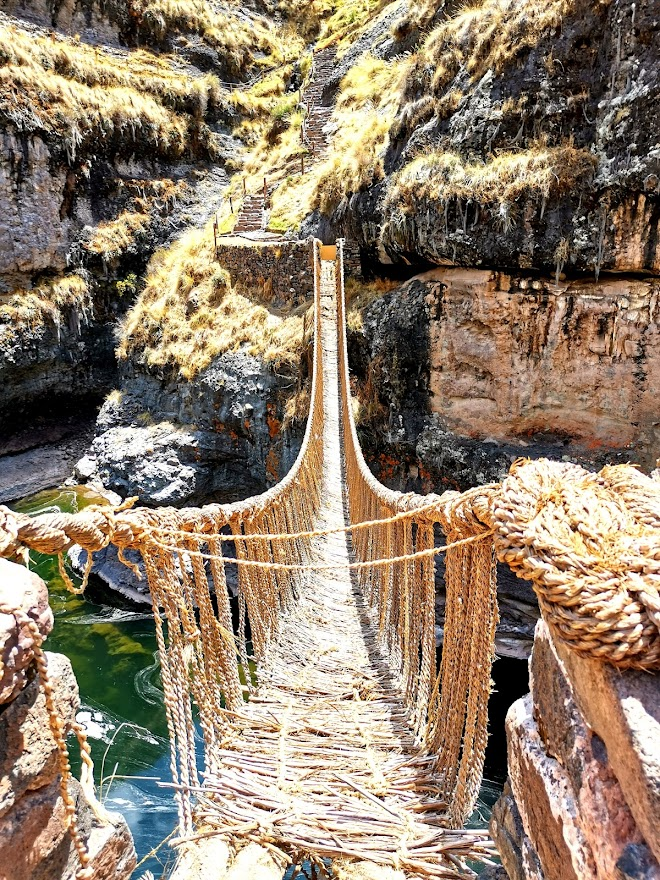
Puente colgante de Q'eswachaca construido según la antigua técnica inca.

Para cruzar ríos, salvar quebradas o desfiladeros, los incas construyeron ingeniosos puentes. Existieron tres clases de estos:
- Los puentes de piedra o puentes fijos, que se construían en medio de ríos de poco caudal o quebradas angostas.
- Los puentes colgantes, fabricados de resistentes fibras de maguey, que soportaban el peso de hombres y animales de carga.
- Los puentes flotantes o de oroyas, constituidos por grandes cestos o balsas sujetas con gruesas sogas, que se extendían de una orilla a otra, donde los cabos se sujetaban a peñascos o pilares. Para cruzar el río el viajante se subía a la balsa y tiraba de la soga, hasta llegar a la otra orilla.

#### Los tambos
Un tambo era una construcción que servía de depósito de alimentos, vestidos, herramientas y armas, que los incas hicieron construir a lo largo de los caminos que cruzaban el imperio, a fin de que allí pudiesen descansar y reparar sus fuerzas los funcionarios, los ejércitos en campaña y aun el mismo Inca con su séquito. Los viajeros particulares no podían participar de estos beneficios pues estos estaban obligados a llevar alimentos de su propia tierra. Había tambos aún en los lugares desiertos y cuando estaban cerca de algún pueblo tenían por objeto evitar que el paso del ejército y los funcionarios no aumentara la carga tributaria al mismo. Los españoles admiraron este sistema y lo aprovecharon.

#### Los chasquis
Para llevar las órdenes y disposiciones del Inca a todos los confines del Imperio en la menor brevedad posible, existió un sistema de correo de postas denominado de los chasquis. Estos eran jóvenes corredores apostados en los caminos y que se cobijaban en chozas. Cada puesto estaba a unos 1.5 km del otro, pues decían que aquello era lo que un joven podía correr con ligereza, sin cansarse. Cuando el encargado de llevar el mensaje llegaba al puesto en donde terminaba, anunciaba su llegada por medio de un pututo (trompeta hecha de concha marina), saliendo a su encuentro otro mozo, que escuchaba el mensaje dos y tres veces, hasta memorizarlo exactamente y, a su turno, salía a la carrera para transmitirlo al próximo puesto. Por ello el mensaje debía ser corto, concreto y muy simple para evitar que se olvidasen. Otras noticias se transmitían por quipus o hilos con nudos, sistema mnemotécnico cuyo significado solo lo podían descifrar las personas entendidas. De ese modo, se llevaba a cabo una gigantesca carrera de postas que permitía que las órdenes, noticias, mercaderías, etc., llegara a su destino con bastante rapidez. Se asegura que así se conocían en Cuzco las noticias de Chile o Quito solo en el término de 15 días y aún menos; y que el Inca recibía en su palacio cuzqueño pescado fresco desde la costa.

#### La llama como medio de transporte
La llama fue el único animal usado como medio de transporte por los incas, no solo llevaban materiales de labranza y bélicos, sino que también podían transportar personas.
En la cerámica moche se retrata a personas montando llamas, demostrando que se usó a la llama para transporte humano mucho antes de los incas. A diferencia de las llamas comunes que solo pueden cargar entre 45kg a 60kg en tramo difícil, la llama que se habría usado para el transporte humano sería la subespecie de llama willu que gracias a sus características biológicas es apta para ser jineteada. 

## Organización militar

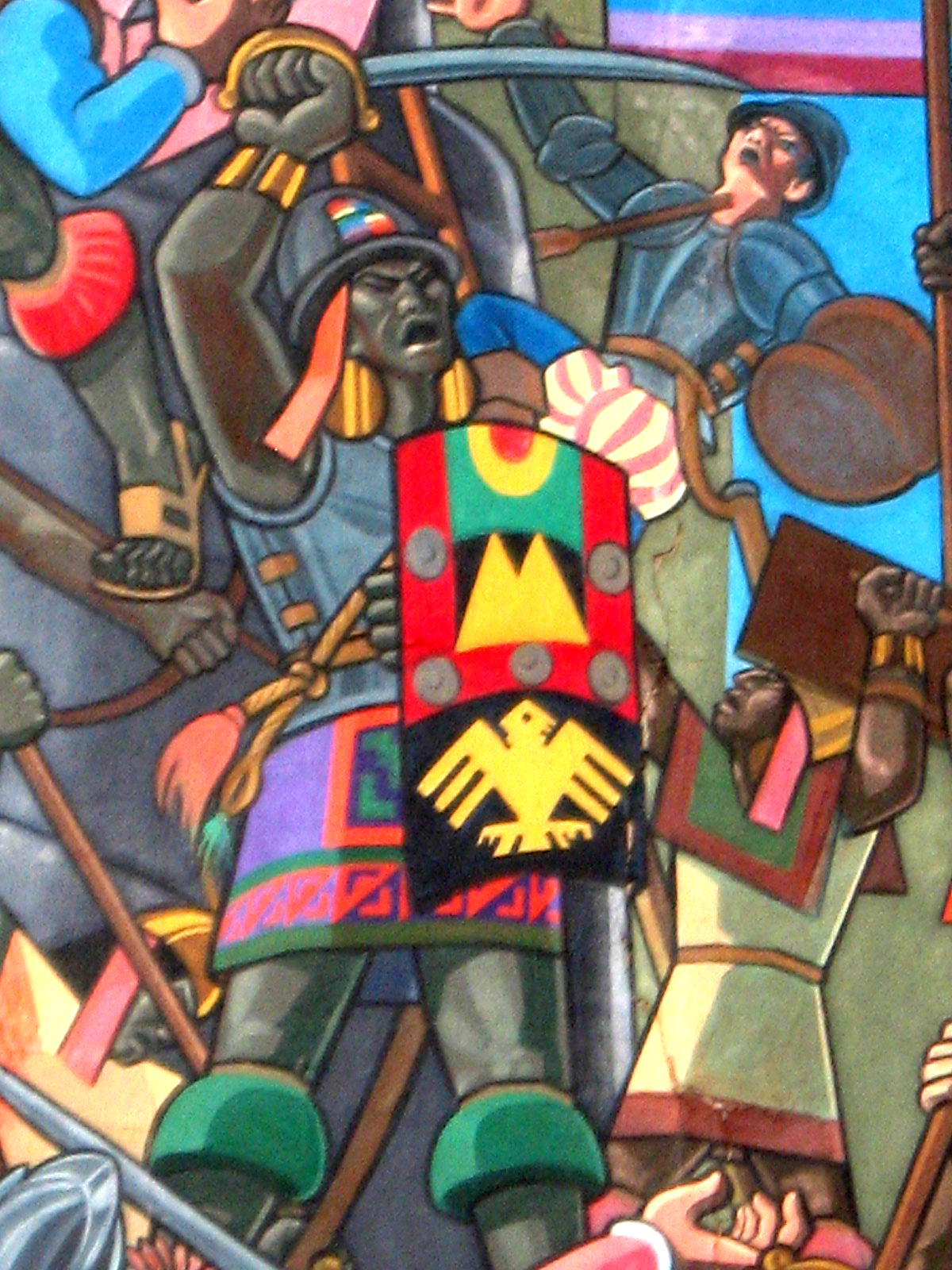
Manco Inca fue el primer guerrero inca en adoptar la técnica militar de los hispanos (espadas, corazas de hierro y caballos de guerra).

Los incas formaron un ejército fuerte acorde con las necesidades de su Estado expansionista. Se dividía en grupos de guerreros profesionales y soldados reclutados especialmente para cada campaña y basaba su poder en la cantidad de hombres, la eficiente logística, la férrea disciplina y moral de combate y la construcción de fortalezas militares. Las acciones bélicas guardaban un carácter religioso.
El Estado Incaico planificó tanto las conquistas de pueblos vecinos como la defensa del territorio propio. Su base fue un ejército bien dotado, una red de caminos que facilitaban su desplazamiento y la construcción de grandes fortalezas que cumplían como principal función  la disuasión de posibles ataques y su contención, si se producían.

### Instrucción premilitar
Todos los hombres eran preparados para la guerra desde muy jóvenes. Entre los 10 y 18 años eran entrenados en el manejo de las armas y la lucha cuerpo a cuerpo. Todo ello se complementaba con otras actividades físicas, como trepar cerros y cruzar ríos. Aprendían también a espiar al enemigo, a imitar el grito de los animales y enviar mensajes con señales de humo y el sonido de un tambor.
Toda esta instrucción la recibían los muchachos como parte de su educación tradicional; en períodos de conflicto, la preparación se realizaba en las fortalezas militares.

### El ejército
Todos los hombres entre los 25 y los 50 años estaban obligados a servir en el ejército. Cada provincia del imperio debía aportar una cuota de reclutas según su población, los que servían por riguroso turno e iban comandados por sus respectivos jefes, no siendo mezclados, sino que permanecían bajo el mismo comando. 
La mayor parte de los soldados eran campesinos (solo la guardia del Inca reinante estaba compuesta por combatientes de oficio, casi todos de origen noble).
El servicio de armas, uniforme y rancho, estaba admirablemente organizado. De trecho en trecho en los principales caminos que recorrían, se aprovisionaban en los tambos que hacían las veces de verdaderos cuarteles de abastecimiento y nada tenían que sacar de los pueblos ni exigir provisiones a sus habitantes.

### La jerarquía
Las tropas estaban divididos en grupos de 10, 100 y 1000 soldados o aucarunas, cada una de las cuales estaban mandada por el chuncacamayoc, el pachacacamayoc y el huarangacamayoc, respectivamente. El jefe supremo del ejército era el Inca, pero el jefe ejecutivo era un pariente más cercano de su entera confianza, su príncipe heredero o cualquier otro príncipe; era llamado el Apuquispay, cuyo nombre sugiere el modo de impartir órdenes mediante una trompeta. También eran altos jefes los hermanos, tíos y otros parientes cercanos del Inca que tuviesen grandes condiciones guerreras, incluidas la valentía y la habilidad.

### Armas ofensivas y defensivas
- Armas ofensivas: Preferentemente utilizaron la maza o huactana, hecha de madera o metal de una sola pieza; y la porra o champi, confeccionada con una piedra o metal en forma de estrella encajada en un palo. También usaron el hacha o chictana, la lanza o chuqui, la honda o huaraca, la estólica (propulsor, lanzadardos o átlatl), el arco y flecha, entre otras. Usaron también las galgas, que eran grandes piedras que colocaban en el borde de una ladera, y que echaban a rodar para que causara estragos a los que pasaban por la parte baja.[31]
- Armas defensivas: Los guerreros vestían túnicas de algodón reforzado y cascos de madera o de cañas entretejidas con hilos de lana. También se cubrían la espalda con placas de madera y llevaban escudos del mismo material, a veces reforzados con piel de venado.[32]

### Fortalezas
En sitios estratégicos, los incas hicieron construir grandes fortalezas. Dichas fortalezas eran de diversos tipos, pero por lo general se alzaban sobre eminencias de terreno, salvando las gradientes por rampas y muros defensivos, siendo coronadas por torreones. Casi siempre ocupaban lugares inexpugnables por sus tres lados, siendo el lado de acceso defendido por muros y almenas.

### Métodos de lucha
Pese a contar con un ejército formidable, los incas intentaban primeramente el sometimiento voluntario y pacífico del pueblo que querían conquistar. Previamente enviaban embajadas con ricos presentes, con lo que buscaban demostrar a dicho pueblo todas las ventajas que sacarían si aceptaban la dominación inca. Si este ofrecimiento era rechazado, entonces entraba en acción el ejército. Para tal efecto, aislaban al enemigo y luego procedían al ataque. Lo iniciaban lanzando proyectiles con sus hondas, estólicas y arcos; luego venía el combate cuerpo a cuerpo, en el cual los incas eran expertos. Estos entraban en batalla dando terribles alaridos y usaban con destreza sus mazas, hachas, lanzas y porras.

## Organización social

### El Aillu
Los habitantes de los Andes se distribuyen en numerosos pueblos ubicados en zonas elevadas. Todas las familias, la mayoría de las veces unidas por sangre, que viven en un pueblo forman un aillu. Un jefe (curaca) dirige el aillu y distribuye el trabajo y la tierra colectivos. El aillu efectivamente cuenta con tierras agrícolas, distribuidas en lotes, así como pastos, con acceso colectivo.
Los aillus tienen precisamente un terreno, o aldea, llamado marka. Geográficamente, cada unidad socioterritorial está organizada a lo largo de dos ejes perpendiculares imaginarios, que separan la tierra en cuatro partes, dos "altas" (hanan) y dos "bajas" (hurin).

### Curacazgos
Los aillus se organizan en cacicazgos, también llamados curacazgos o llactas, que reúnen varios aillus bajo el dominio de uno de ellos. Los aillus dependientes deben pagar un tributo de quehaceres al aillu dominante. A cambio, estos últimos deben mantener reservas para compensar las malas cosechas y cubrir el mantenimiento de los pobres.
Los curacazgos, a su vez, forman grupos bajo el dominio de uno de ellos. El imperio incaico es parte del mismo patrón, siendo el emperador el jefe del grupo de cacicazgos que constituyen el imperio.

### Clases sociales

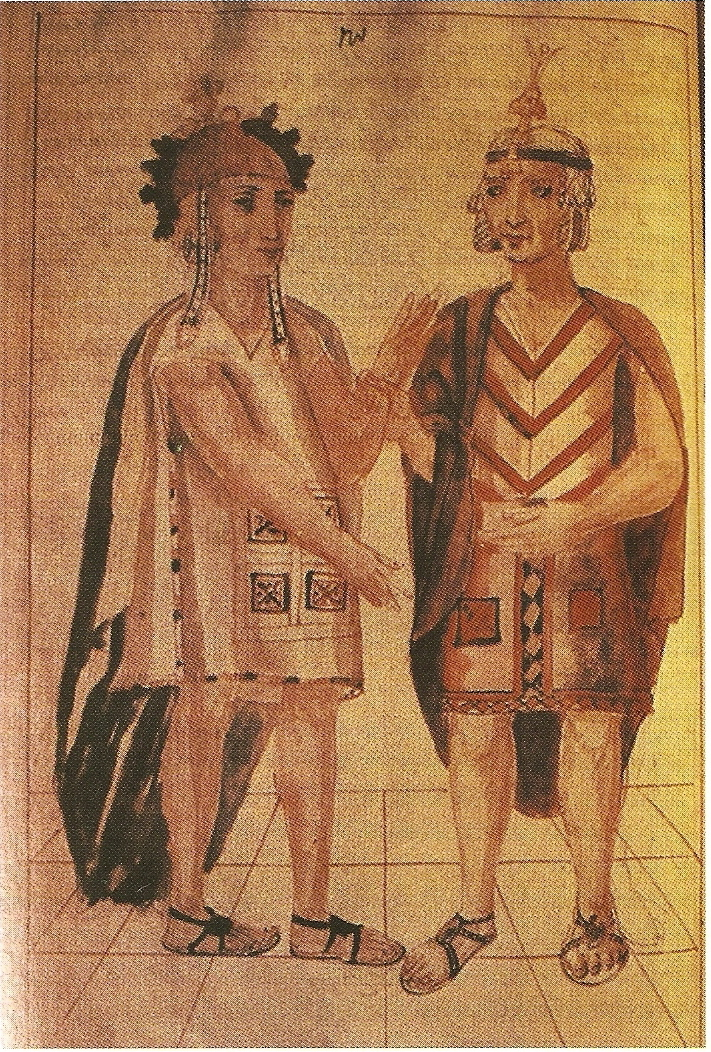
El Inca Pachacútec y su hijo, el príncipe heredero Túpac Yupanqui (dibujo de Martín de Murúa).

La sociedad en el Incanato estuvo organizada a base de clases sociales. Existían dos clases muy diferenciadas: la Nobleza y el Pueblo. En cada una de estas clases había diversos niveles.
- Nobleza:
  - La realeza o la corte imperial, conformada por el Inca (el monarca), la Coya (esposa principal del Inca), los auquis (príncipes) y las ñustas (princesas).[39]
  - Nobleza de Sangre, conformada por los descendientes de cada Inca, quienes integraban los ayllus reales o panacas. Ejercían las más altas funciones, como gobernadores, funcionarios imperiales, generales, sumos sacerdotes, etc.[40]
  - Nobleza de Privilegio, cuyos miembros no pertenecían a la familia imperial, sino que eran nacidos del pueblo, pero que por sus grandes servicios prestados al Estado (en las guerras, en el culto religioso, en las obras públicas, en las artes, etc.) habían alcanzado tal jerarquía. Tal era el caso de los jefes militares, los sacerdotes y las acllas.[40]
  - Nobleza de las nacionalidades derrotadas, es decir, los curacas y sus parentelas que conformaban la aristocracia regional y local.[41]

- Pueblo:
  - Las acllas, que eran mujeres que desde temprana edad eran reclutadas de todo el imperio para ser internadas en los acllahuasis. Allí se dedicaban a a la danza y al canto para entretener a la nobleza, a la fabricación de textiles y cerámica, a la preparación de chicha y alimentos para los ritos, entre otras actividades productivos y artísticas. Algunas acllas eran seleccionadas para convertirse en las esposas secundarias del Inca, de los curacas o de los jefes principales, mientras que otras se convertían en sacerdotisas y profesoras (mamaconas). Las acllas más desafortunadas eran sacrificadas en ceremonias religiosas.[42]
  - Los mercaderes, que era una clase muy especial dentro las poblaciones costeras, se ocupaban del trueque y del intercambio. Tal es el caso de los tratantes o comerciantes chinchanos y los del extremo norte del imperio  (costa del actual Ecuador), donde eran conocidos como mindalás. Fueron los españoles quienes le dieron el nombre de “mercaderes”, concepto ajeno a la mentalidad indígena, que desconocía el uso de la moneda.[43] Controlaban el comercio del spondylus, estaban exonerados de los trabajos comunales y públicos, aunque tributaban en especie tanto a su curaca como al Estado imperial.[44]
  - Los artesanos, es decir, los que hacían trabajos artesanales: los orfebres, plateros, tejedores, olleros, chicheros, carpinteros y ojoteros. Los más reputados eran los orfebres y plateros de la costa (como los chimúes), así como los tejedores de tejidos finos de la región del Collao (cumbicamayocs).[45]
  - Los pescadores, vivían a lo largo del litoral, en pueblos separados de las aldeas campesinas y sin poseer tierras de cultivo, formando una clase social distinta. No solo pescaban, sino que cazaban aves y cosechaban eneas que usaban como materia prima para sus embarcaciones y chozas. Salaban los pescados y los intercambiaban con otros productos.[46]
  - Los hatunrunas, que quiere decir hombres grandes, conformaban la gran masa del pueblo que se dedicaba a las labores agrícolas y pastoriles, aunque también prestaban su trabajo en las obras públicas. Vivían agrupados formando parte de los ayllus. De entre ellos se elegían a los soldados, a los mitmas, a los yanas y a algunas acllas. Eran los verdaderos sustentadores del imperio.[47]
  - Los mitmas o mitmaqkunas, llamados también mitimaes, eran aquellos pobladores quechuas enviados a colonizar los nuevos territorios conquistados y formar así una barrera contra las poblaciones fronterizas todavía no dominadas por los Incas. Había otro tipo de mitmas, los de las etnias sometidas, que como castigo a su rebeldía, eran enviados a zonas distantes de su lugar de origen, para ser sometidos a vigilancia. Este último tipo de mitimaes aumentó en los años inmediatamente anteriores a la conquista española.[48][49]
  - Los yanas, eran prisioneros de guerra o bien solo simples individuos desarraigados de sus ayllus por capricho del Inca o del curaca para ejercer como siervos, en tareas domésticas, agrarias y pastoriles. El Inca solía donar yanacunas a los altos dignatarios, a los jefes guerreros y a los curacas. El estatus del yanacuna era de por vida y lo transmitía a sus descendientes. De acuerdo a quien sirviera recibía diversos nombres. Cuando lo hacían en beneficio de personas o familias, se los llamaba yanas o yanacunas; cuando estaban al servicio del Inca y del Estados, se los denominaba yanayacos o yanayacocunas.[50]
  - Las pampayrunas o mitahuarmis eran mujeres que por mandato del Estado estaban obligadas a ejercer la prostitución, pero fuera de las poblaciones, en el campo. Se trataba de mujeres prisioneras, capturadas en las guerras. Así se pretendía evitar que hubieran violaciones u otro tipo de acoso de parte de los jóvenes solteros hacia las muchachas incaicas o a las mujeres casadas.[51][52]
  - Los piñas o pinas, eran prisioneros de guerra, que estaban en el último escalón de la pirámide social del Imperio. De acuerdo a Waldemar Espinoza, estaban sometidos a la esclavitud, pero solo al servicio del Inca y del Estado imperial; no había piñas al servicio de particulares. Se los destinaba a las plantaciones de coca (cocales) en la ceja de selva, donde el trabajo era muy extenuante.[44] Sin embargo, no se puede considerar esclavista al Estado inca, pues el número de esos piñas era ínfimo en comparación con el número total de la población.

## Economía
La economía incaica estaba basada en la previsión y planificación de todas las etapas del proceso productivo. En el Tahuantinsuyo, nada estaba fuera del control permanente y directo del Estado, que, haciendo suyas las experiencias tecnológicas y culturales desarrolladas por las culturas preincas, organizó un aparato productivo, fundamentalmente agrícola, que dio solución a los problemas de alimentación, vestido, vivienda y seguridad social de una población cada vez más numerosa.
No hay consenso en cuanto al cálculo sobre el número de pobladores que albergaba el imperio inca a la llegada de los españoles. John Rowe lo calculó en seis millones; por su parte, Noble David Cook (1981) lo elevó a nueve millones. Otros investigadores dan cifras menores.Henry Dobyns (1966) sugiere que la población total pudo haber alcanzado entre 30 y 37 millones.

### El trabajo

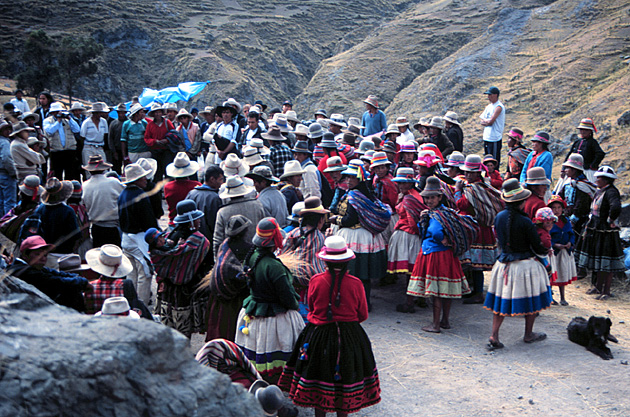
Existía una obligación entre la población circundante de dar mantenimiento a la infraestructura vial del imperio. En la foto, pobladores en el ritual de renovación del Puente Q'eswachaca, ritual que se mantiene desde la época incaica hasta la actualidad.

El trabajo era considerado como una función social de la que no podía eximirse ningún individuo; era pues obligatorio. Todos los habitantes del Imperio, hombres y mujeres, debían trabajar, pero no era igual para todos sino que se asignaba a cada individuo según sus capacidades. A nadie se le exigía más de lo que podía dar; así, el niño trabajaba mucho menos que el joven y este menos que el adulto, edad en la que se exigía el máximo esfuerzo, descendiendo después la exigencia a medida que iba ascendiendo la edad.
El trabajo era colectivo, pues siempre lo hacían con la intervención de todos los miembros de la comunidad o aillu, los mismos que se ayudaban mutuamente unos a otros. Modalidades de trabajo comunitario eran la mita, el ayni y la minca.
- El ayni - Consistía en la ayuda mutua o recíproca que se prestaban las familias que componían el aillu, principalmente en las labores del campo. Cuando un miembro del aillu no podía labrar su parcela, venía otro a ayudarle en esa labor; luego aquel devolvía el favor de similar manera.
- La minca - Consistía en el trabajo en masa que realizaban los ayllus para cultivar las tierras del Inca y del Sol o cuidar sus rebaños. El Inca y los sacerdotes les proporcionaban todo lo necesario: herramientas, vestidos, bebidas, etc.
- La mita - Era el trabajo obligatorio y por turno que debían prestar por tres meses al año los varones de 25 a 50 años de edad en las grandes obras públicas: caminos, puentes, templos, palacios, fortalezas, el laboreo de las minas, el cultivo de la coca, el servicio militar y también servicios como el de los chasquis y el de la guardianía de los puentes.

### Agricultura

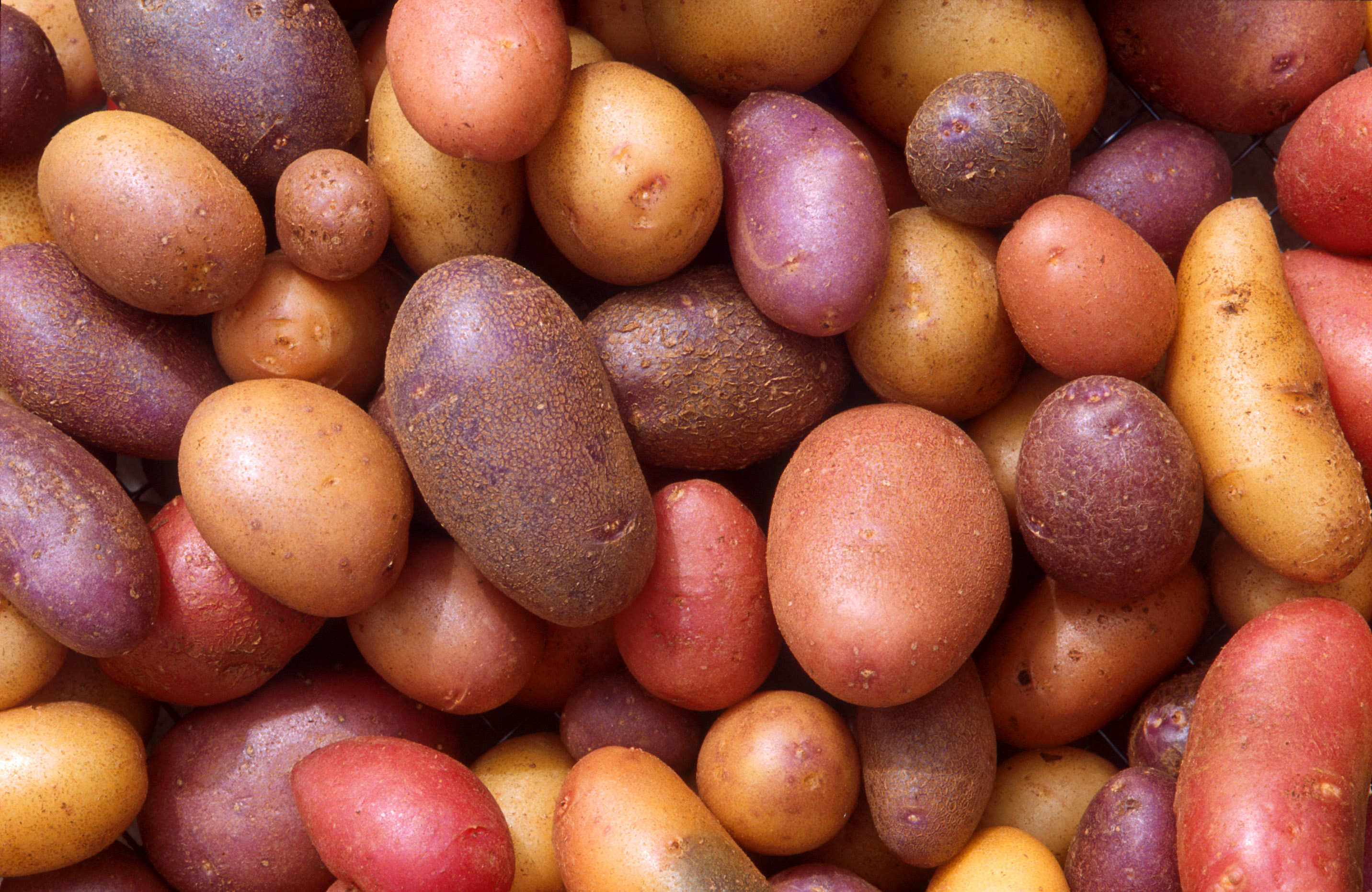
Fueron más de 200 las variedades de papas cultivadas, que constituyen el mayor aporte de los pueblos andinos a la alimentación mundial.

Los incas se valieron de varias técnicas para ganar terrenos de cultivo (andenes, camellones, hoyas, pozas secas), así como usaron y ampliaron los sistemas de riego heredados de las culturas preincaicas (acueductos y canales). Todo ello se amplía en la sección de Tecnología agrícola.
Se estima que los incas cultivaron más de ochenta especies vegetales, entre ellas especies alimenticias como la papa, el camote, el maíz, el olluco, la oca, la quinua, el ají, el tomate, el maní, el pallar, la palta, la yuca y el frijol. Es de destacar la papa, cuya domesticación ha sido el gran aporte de la civilización andina para la alimentación mundial. Cultivaron más de 200 variedades de papa. Se las consumía sancochadas, con cáscara y todo, y también se las sometía a procesos de conservación, obteniendo la papaseca y el chuño.
El maíz, domesticado en el Antiguo Perú de manera independiente con respecto a México, fue también la base de la alimentación y era comido en muy variadas formas: tostado (cancha), sancochado (mote) y en una especie de pan llamado tanta. Sus hojas eran consumidas como legumbres y de sus granos hacían también la famosa chicha o acja, la bebida preferida del Imperio.
Cultivaron también plantas industriales como el algodón y el magüey. Del algodón hicieron tejidos. Del maguey aprovecharon sus fibras para hacer sogas resistentes y calzados. Otras plantas cultivadas fueron la tabaco (sairi) y coca (cuca) para uso ritual y medicinal.
De acuerdo a los cronistas, las tierras del Imperio se dividían en tres sectores:
- Tierras del Sol, destinadas a la obtención del alimento necesario para la ofrenda de los dioses y para el sustento de la clase sacerdotal encargada del culto.
- Tierras del Inca o del Estado, destinadas a proporcionar alimento al Inca, su familia, la nobleza y los funcionarios. De estas tierras se sacaba también alimento para la gente que trabajaba al servicio del Inca, para los ejércitos en campaña y para ayudar a los pueblos que por alguna catástrofe perdían sus cosechas. Estos alimentos se guardaban en los graneros. Tanto las tierras del Sol como las del Inca eran trabajadas en comunidad por el pueblo.
- Tierras de las comunidades, eran de mayor extensión destinadas a los ayllus para que obtuvieran su sustento. Cada año se hacía el reparto de estas tierras entre los hombres y mujeres aptos para realizar las labores agrícolas. Cada hombre casado recibía un tupu (o topo), otro por cada hijo varón y medio tupu por cada hija mujer. De acuerdo a las informaciones del Inca Garcilaso, un tupu era igual a una fanegada y media (2880 m²) y representaba una extensión de tierra donde se podía sembrar un quintal de maíz (46 kg).[60] En realidad, según la opinión de Baudin, un tupu era el lote de terreno necesario para cultivar lo suficiente para una familia sin niños. Su extensión debía variar según la clase de tierra.

Sin embargo, el sistema de propiedad de la tierra era mucho más complejo. Había también tierras que eran de propiedad de los ayllus reales y de las panacas; otras que eran destinadas para sustentar a las huacas en el mantenimiento de su culto; otras que estaban en posesión de los curacas regionales o locales.

### Ganadería

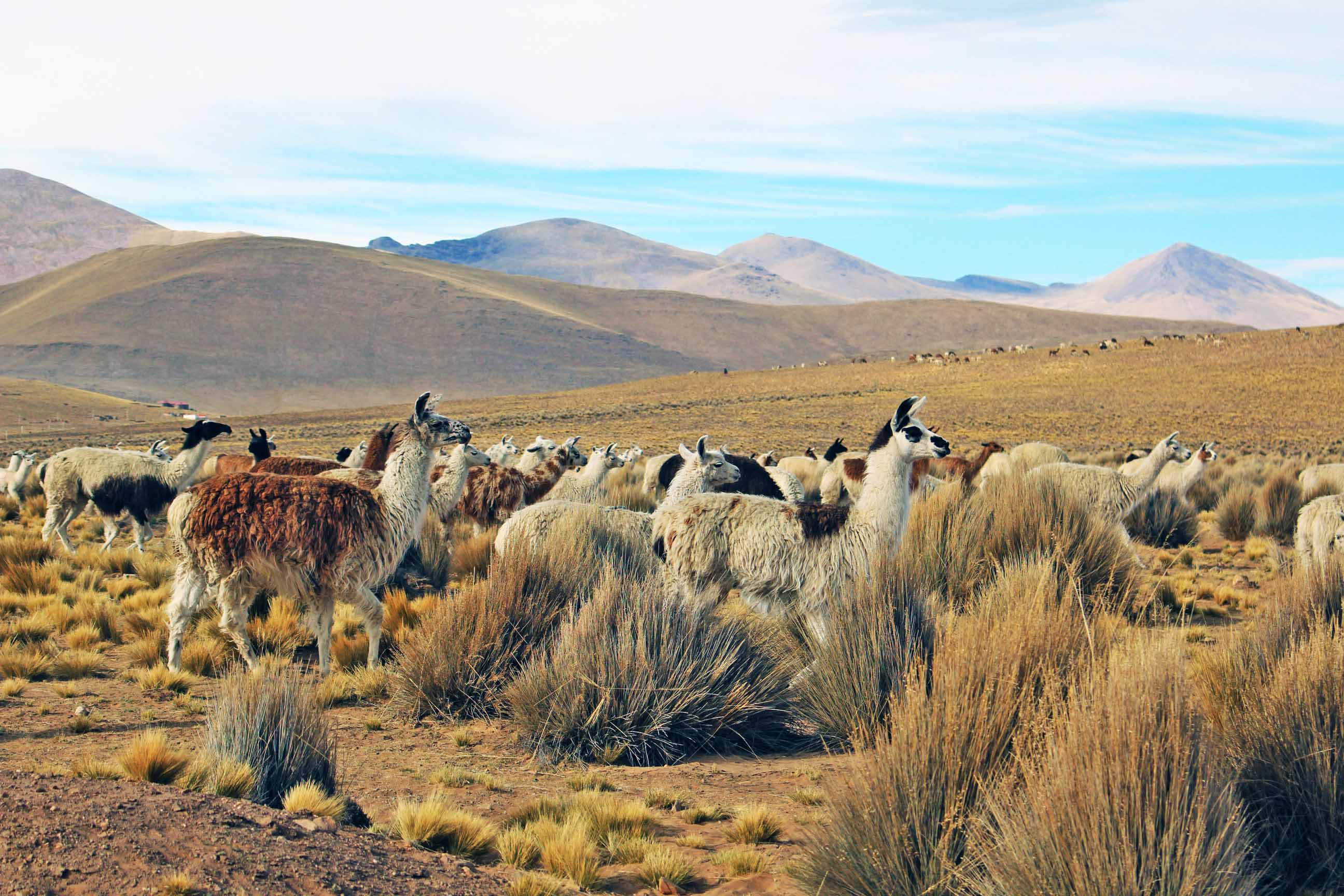
Los camélidos fueron un recurso esencial del Tahuantinsuyu. El Estado inca se preocupó de abastecerse tanto de la carne como de la fibra de estos animales.

La ganadería, a diferencia de la agricultura, fue menos favorecida. Esto se debió a la escasa fauna andina. Aun así, constituyó la única ganadería existente en la América precolombina, constituida por los dos camélidos sudamericanos domesticados: la llama y la alpaca, de los que aprovechaban tanto su carne para alimento, como su fibra o lana para sus vestimentas. La llama también fue utilizada como medio de transporte de carga. Aprovecharon también la carne y la lana de la vicuña y el guanaco (camélidos salvajes), para lo cual organizaban cacerías llamadas chacos o chakus. A los camélidos sudamericanos se les llama también auquénidos, término erróneo que no debe usarse, pues auchenia corresponde científicamente a un grupo de insectos de la familia de los Curculiónidos (gorgojos).
Criaron también el cuy, roedor andino que hasta hoy es la base de muchos potajes de la gastronomía andina. Se los alimentaba con las hojas de las mazorcas de maíz (panca) y hierbas. Se aprovechaba también una especie de cuy silvestre, llamado cari. En la costa se criaba una especie de pato, hoy ya extinguido; también se consumía la carne de perro, especialmente entre los huancas.
La ganadería se relacionaba estrechamente con la agricultura. Los incas no concebían una sin la existencia de otra. Al igual que la agricultura, la ganadería estaba distribuida entre el Sol, el Inca, la nobleza y el pueblo.

### Pesca
Los habitantes de las costas del Pacífico y de las riberas del lago Titicaca se dedicaban a la pesca. De ella obtenían alimento, material para fabricar objetos como peines, agujas y abono para la tierra. Para pescar usaban anzuelos, redes, canastas y arpones. En la costa usaban desde remotos tiempos el famoso caballito de totora, que era un haz de juncos dispuestos en forma de cigarro, sobre el cual montaba el pescador, que para impulsarse usaba un pequeño remo. Se dice que esta peculiar embarcación fue trasplantada por orden del inca Pachacútec a las orillas del lago Titicaca, donde a partir de entonces se usan las ya tradicionales balsas de totora.
Para la pesca más prolongada usaban balsas de madera impulsadas por una vela de fibra de algodón, con las que se atrevían a incursionar más adentro del mar. 

### Comercio y navegación

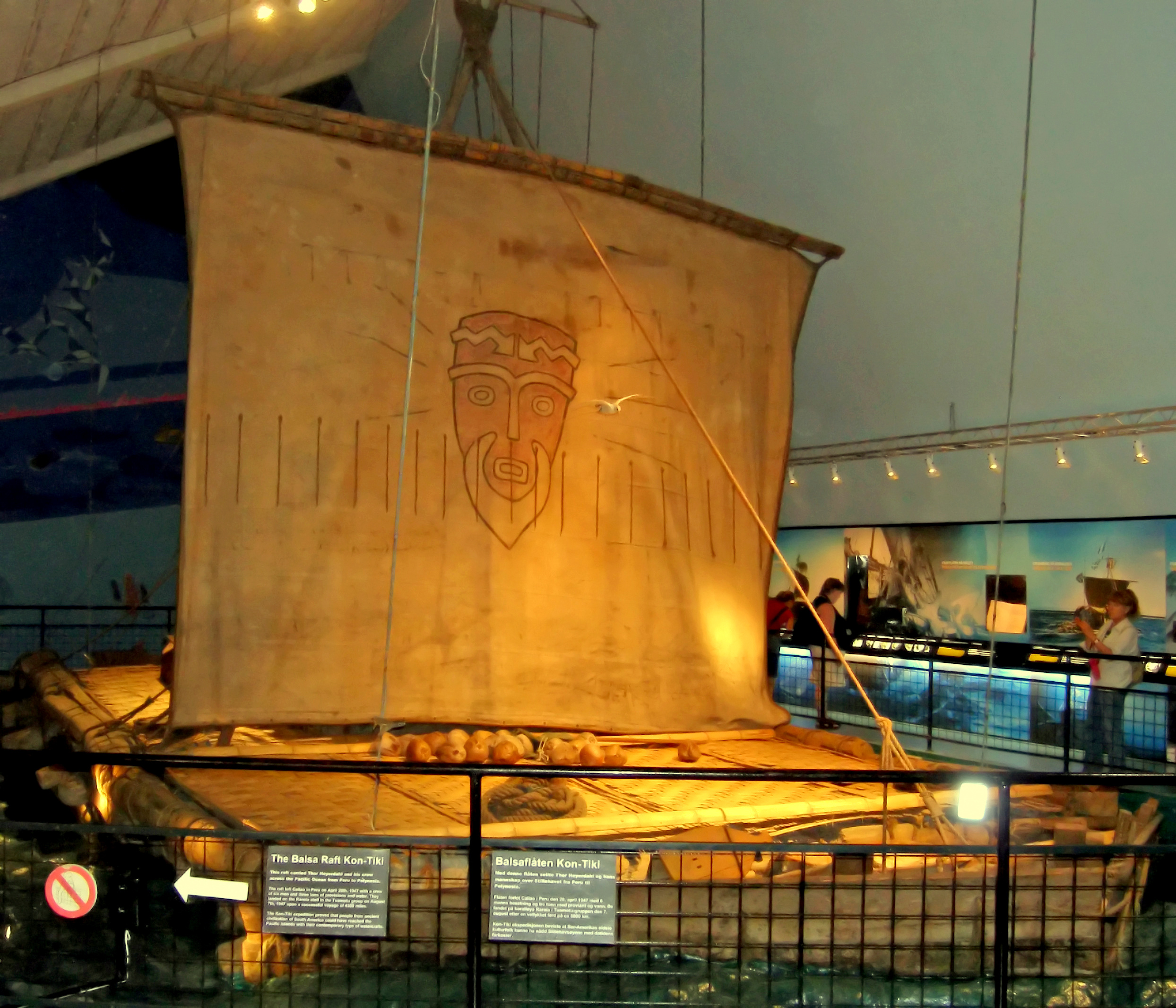
La balsa Kon-tiki, expuesta en un museo. Es similar a las embarcaciones usadas por los incas.

Entre los incas, y en general en todas las culturas andinas, se empleó el comercio de trueque y el intercambio, que consiste en el cambio que hace un individuo de los productos que le sobran por otros que, a su vez, necesita. Así, por ejemplo, los habitantes de la costa intercambiaban sus productos (pescado seco, conchas, etc.) con el de los habitantes de la sierra (alimentos, lana, etc.).
Había en la costa una clase dedicada exclusivamente al trueque y el intercambio a larga distancia, a cuyos miembros los españoles les dieron el nombre de “mercaderes”, concepto ajeno a la mentalidad indígena, que desconocía el uso de la moneda. Se ha investigado el caso específico de los “mercaderes” o tratantes de Chincha: sabemos que la administración inca, al conocer que el valle de Chincha se hallaba tan poblado al punto que no podía satisfacer la alimentación de todos sus habitantes, decidió dividir a su población económicamente activa en tres grupos: agricultores, pescadores y “comerciantes”. Estos últimos ascendían a seis mil. Otros tratantes o “mercaderes” de importancia eran los de la costa del actual Ecuador. Uno de los productos más preciados del intercambio comercial era la concha spondylus.
En sus viajes marítimos, dichos “mercaderes” llegaron a regiones costeras tan alejadas como Panamá y Costa Rica, y posiblemente hasta las costas del sur de México. Para cubrir esas rutas usaban resistentes balsas de madera impulsadas a vela; se afirma también que, hacia 1460, el entonces príncipe Túpac Yupanqui organizó una nutrida expedición de balsas que descubrió unas misteriosas islas llamadas Auachumbi y Ninachumbi, que se ha querido identificar con las islas Galápagos, la isla de Pascua e incluso con la lejana Polinesia.
No existía la moneda; sin embargo, se tiene evidencia de que algunos productos hacían las veces de moneda, como por ejemplo, el ají, la sal, el maíz, el algodón, la coca, plumas de aves y conchas marinas. Se mencionan también hachas pequeñas o tumis. El que vendía recibía en pago cualquiera de estos productos. Cuando compraba, pagaba a su vez con los referidos productos.

## Artes

### Arquitectura y urbanismo

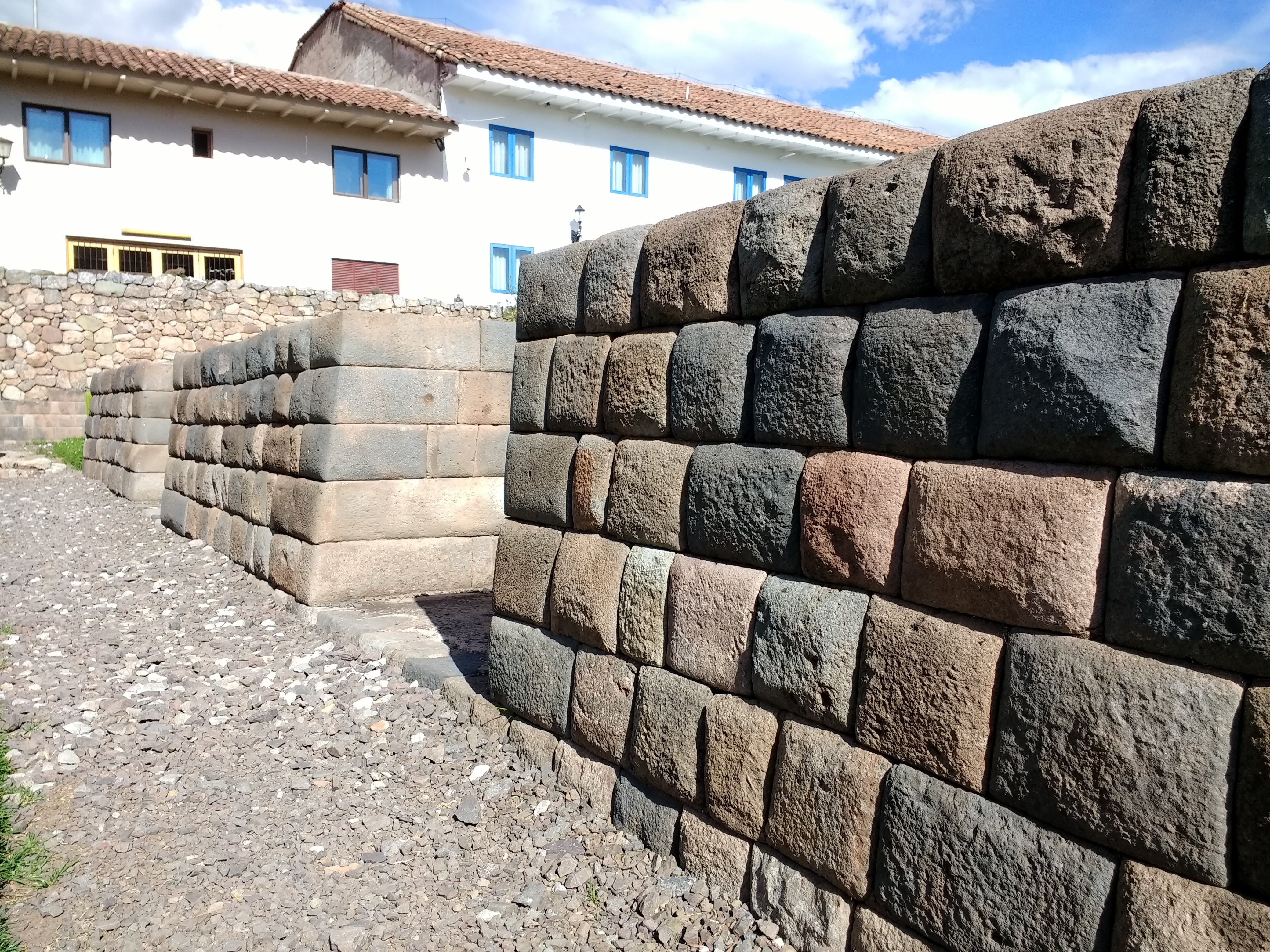
Muros incas del Kusicancha, palacio de Pachacútec.

Tres fueron las grandes características de la arquitectura inca: solidez, sencillez y simetría. Las construcciones del pueblo fueron rústicas; en cambio, las realizadas por el Estado inca para las funciones de la administración, la defensa y el culto fueron complejas y monumentales. Esta arquitectura pública tiene un estilo altamente funcional que se distingue principalmente por sus técnicas avanzadas de planificación territorial, y el refinado uso de la piedra. En la costa el material preferente era el adobe. Se mencionan tres momentos en esta arquitectura: el ciclópeo o el de las grandes piedras; el poligonal o de las piedras de muchos ángulos; y el imperial, con sus piedras en forma de sillares rectangulares o cuadrados. Hasta hoy causa asombro el tamaño de las piedras en algunos edificios, y el ensamblado de piedras de diferente forma y tamaño (alguna de hasta de doce ángulos), sin usar argamasa y que encajan tan perfectamente que entre sus junturas no pasa ni una hoja de papel. En cuanto al plano, los edificios son de base rectangular y de un solo piso; característica netamente inca son los vanos de forma trapezoidal.
Los ejemplos más típicos de esta arquitectura se encuentran en la ciudad que fue la capital de los incas, Cuzco, donde destacan Sacsayhuamán y el Coricancha. Otros complejos importantes fueron las de Písac, Ollantaytambo y Machu Picchu.
Machu Picchu fue descubierto científicamente en 1911 por el estadounidense Hiram Bingham; sin embargo, el peruano Agustín Lizárraga ya había llegado al sitio en 1902, 9 años antes que Bingham. Está ubicada a casi 2400 metros de altura, en la provincia de Urubamba, departamento del Cuzco, en plenos Andes Amazónicos. Se trata de un conjunto de edificaciones, palacios, torreones (sunturhuasis), miradores, depósitos, lavaderos y terrazas agrícolas, que se elevan entre las montañas Machu Picchu (sabio que come coca) y Huayna Picchu (joven que come coca). Es sin duda una de las realizaciones más impresionantes de la arquitectura e ingeniería a nivel mundial. Pocas obras como esta muestran tanta armonía con el entorno natural. Fue construido, según algunas hipótesis en el gobierno del Cápac Inca Pachacútec y Mama Anahuarque, en el siglo XV. Actualmente es uno de los sitios antiguos más importantes del mundo y el principal destino turístico del Perú. En 1983, fue incluida por la Unesco en la lista del Patrimonio de la Humanidad.
Sacsayhuamán es un extenso complejo arquitectónico situado a menos de un kilómetro del Cuzco, conformado por tres murallas en zigzag, levantadas con bloques ciclópeos de granito, que se conservan en muy buen estado. Actualmente está constituido por tres baluartes de mampostería de piedras enormes, pero en su momento de esplendor tenía edificaciones mayores y otras construcciones menores en su cima, que fueron destruidas por los españoles. Estos desconocían su verdadera función y la llamaron “fortaleza”, es decir, le atribuyeron una función militar; sabemos ahora que lo más probable es que haya tenido una función religiosa (templo del Sol) y científica (observatorio astronómico), o administrativa.
El Coricancha, que significa recinto de oro, era el principal templo del Sol situado en el Cuzco, que está construida con mampostería de piedra encajada cuidadosamente sin argamasa (simulando una mazorca de maíz). Interiormente se dividía en varias habitaciones con hornacinas destinadas a las ofrendas o las imágenes: la principal estaba dedicada al Sol, con paredes recubiertas con planchas de oro; y la segunda, dedicada a la Luna, cubierta con planchas de plata; y otras había para Huiracocha, el trueno y el relámpago y los dioses de las provincias sometidas por los incas, aparte de las habitaciones de los sacerdotes y las mamaconas. Sobre sus muros se eleva actualmente el Convento de Santo Domingo.
Entre otros templos importantes que se conservan, cabe citar la de la Casa del Sol en la isla del lago Titicaca; y el templo de las Tres Ventanas en Machu Picchu. En cuanto a los palacios, se destaca el de las Ñustas, también localizado en Machu Picchu; el Amarucancha y el Colcampata en el Cuzco.
También es representativa de la arquitectura inca el complejo de Tambo Colorado en Pisco y el sector Inca de la Huaca "La Centinela" centro administrativo de los chinchas en Chincha, ambas en departamento de Ica.
Es de destacar el sentido urbanista que dieron los incas a sus obras públicas. El plano de sus ciudades estaba basado en un sistema de avenidas que convergían en una plaza abierta rodeada de edificios administrativos y religiosos. Además, supieron convertir en habitables terrenos naturalmente inhóspitos, cuando en Europa no existía nada que se le equiparara, pues la geografía europea es benigna para la habitabilidad del hombre (ni las montañas, ni los bosques, ni la altitud de los terrenos alcanzan las dimensiones que el antiguo hombre peruano tuvo que vencer para realizar sus proezas de arquitectura y urbanismo). El ordenamiento territorial y urbano obedecían a una planificación y a un razonamiento lógico que hasta el día de hoy puede observarse en los restos arqueológicos. Mientras tanto en la España de su apogeo mundial (siglo XVI) no era posible ver el final de una calle, sin que se atravesaran otras. El ordenamiento urbano llamado "moderno" no llegaría a Europa sino varios siglos después.
Otros logros destacables incluyen la construcción de puentes colgantes a base de sogas (algunos de casi cien metros de longitud), los extensos caminos empedrados que comunican la variada geografía andina, los canales de regadío y acueductos.

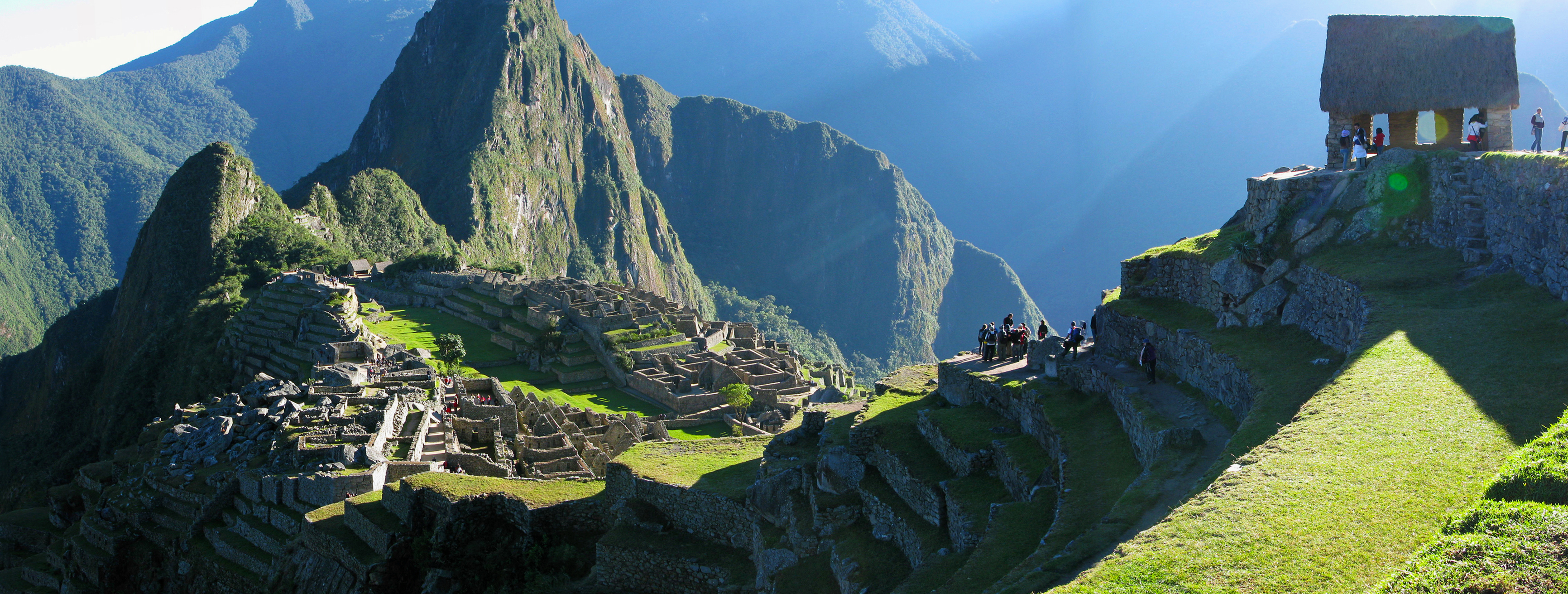
Vista panorámica de Machu Picchu, obra arquitectónica más famosa de la civilización incaica.

### Escultura

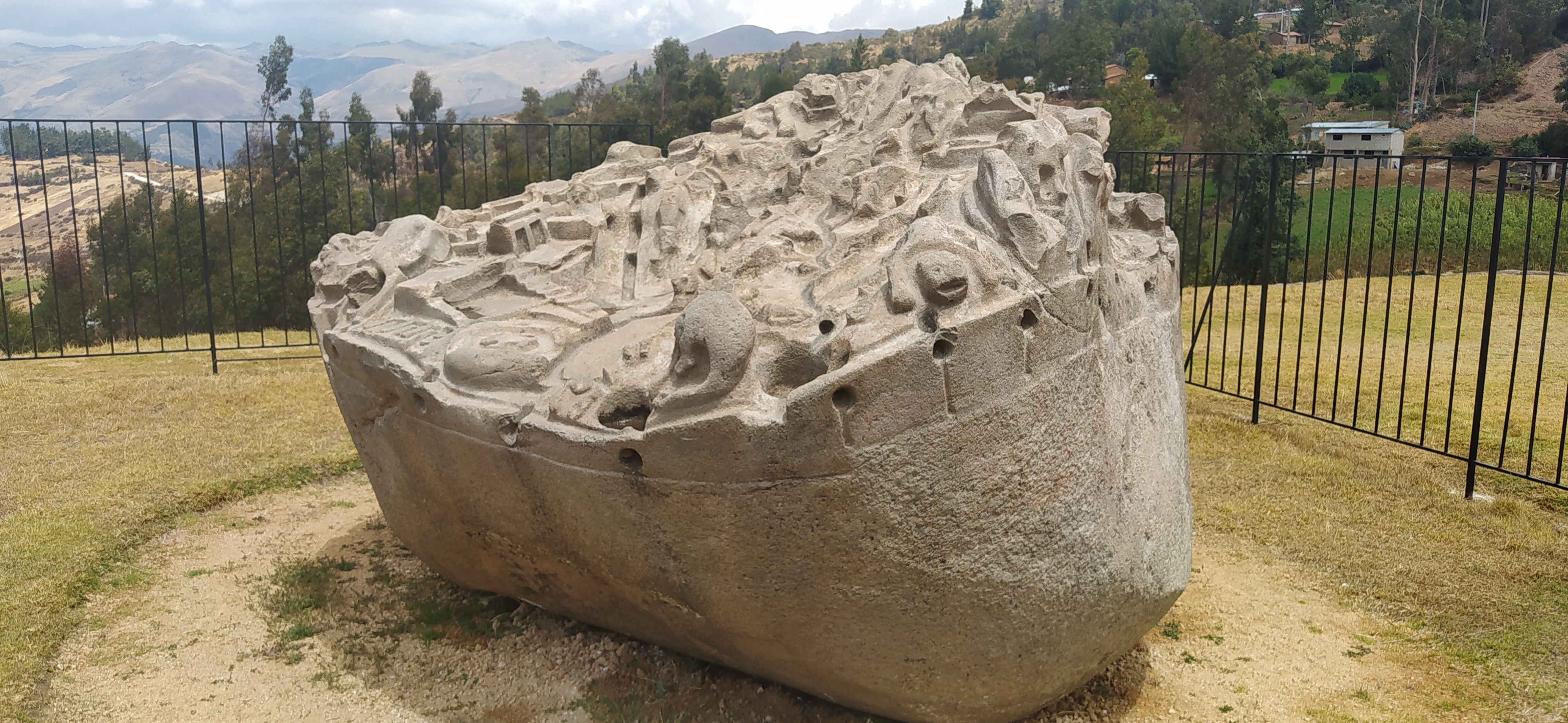
Piedra de Saywite.

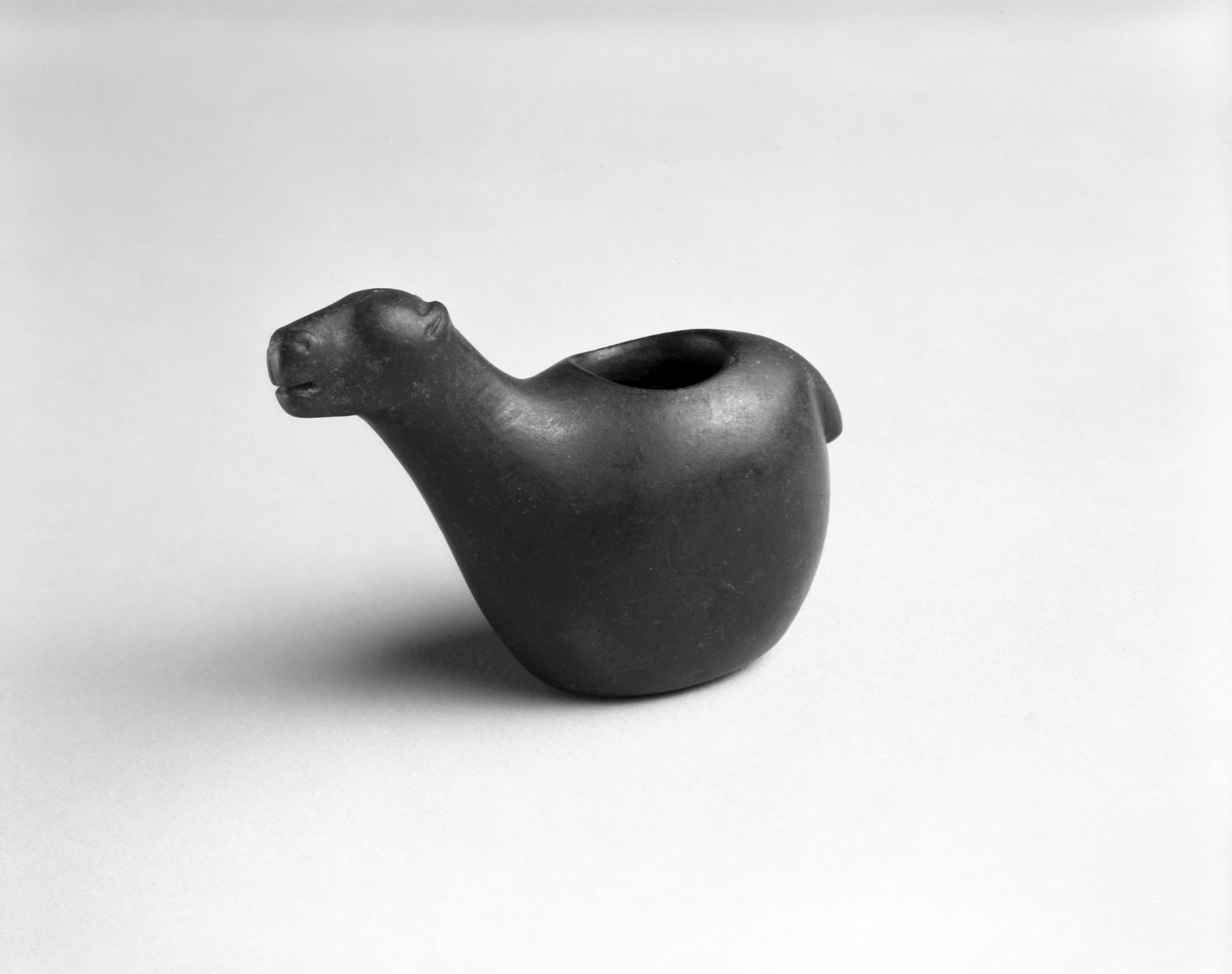
Conopa incaica, con figura de camélido.

En escultura, los incas hicieron muchos trabajos bien elaborados. En su mayoría fueron hechos en piedra, pero también lo hicieron en metales como el oro y plata, así como en madera. Representaron figuras antropomorfas (humanas), zoomorfas (animales) y fitomorfas (vegetales), de diversos tamaños, desde miniaturas hasta representaciones en tamaño real. Existe también alguna representación monumental, como la del felino de Qenko.
Algunas representaciones escultóricas están talladas sobre la roca madre (como en Machu Picchu) o sobre grandes piedras (Saywite); es decir se hallan asociadas a las grandes construcciones arquitectónicas. En algunos casos se ven representaciones de cerros, escalas y acueductos, de posible simbolismo ritual.
En estatuaria, se mencionan estatuas de los incas de tamaño natural, llamadas guaoquis; así como una presumible representación del dios Viracocha, hecha en piedra, que se hallaba en el templo de Cacha, de la cual se conserva su cabeza en el Museo de América (Madrid), mientras que el resto del cuerpo está en el Cuzco. De hecho, no existen más estatuas conservadas, pues sin duda fueron destruidas por los españoles al considerarlas ligadas a la idolatría.
Otras piezas escultóricas son de pequeño tamaño, de uso ritual:
- Los ulltis, representaciones de camélidos, algunas de las cuales son figuras de alpacas lanudas con un receptáculo para colocar sebo.
- Los illas o conopas, piezas que representan heredades, ganados y sementeras.

### Cerámica

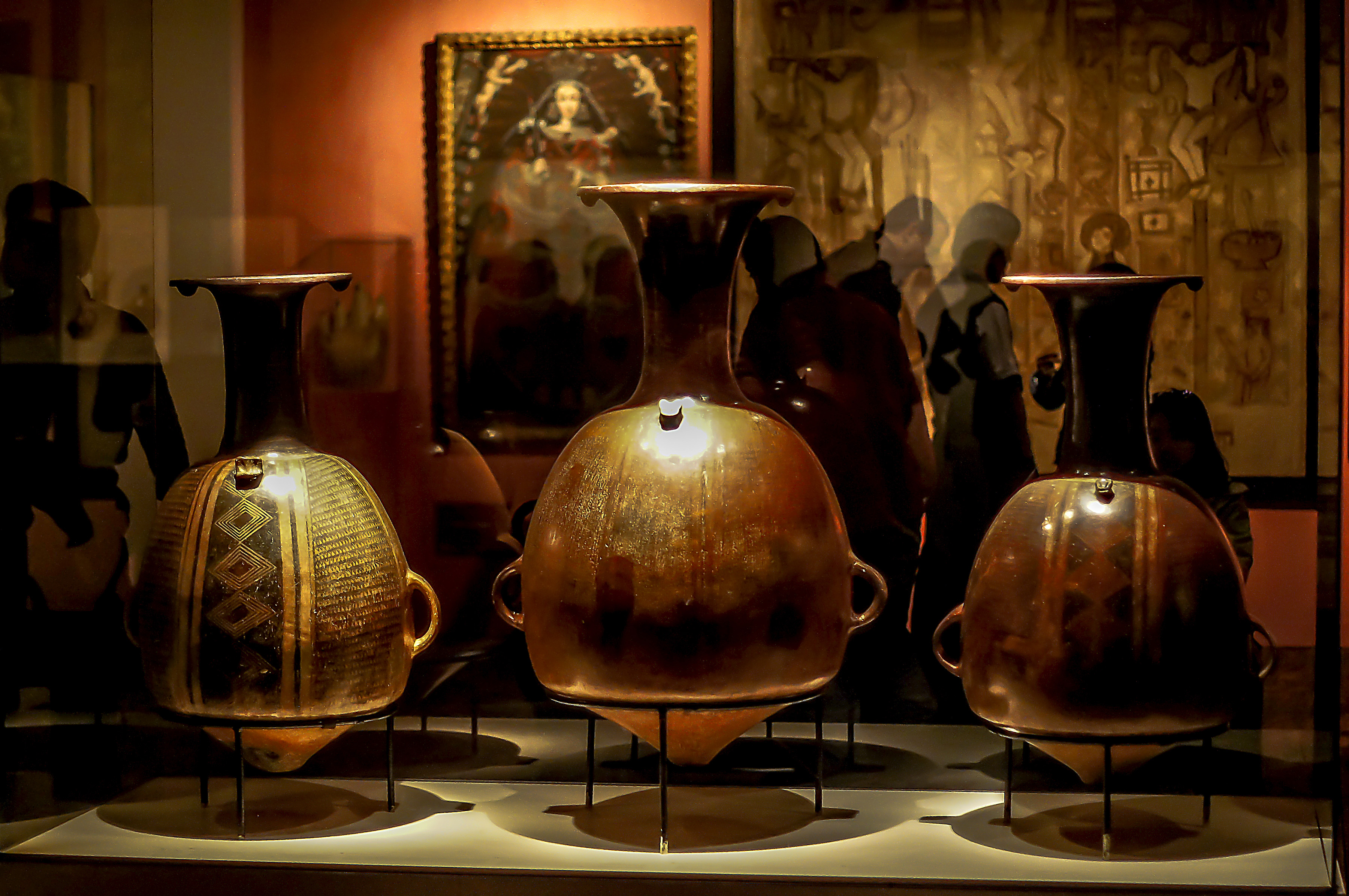
Aríbalos incaicos. Museo Arqueológico Rafael Larco Herrera.

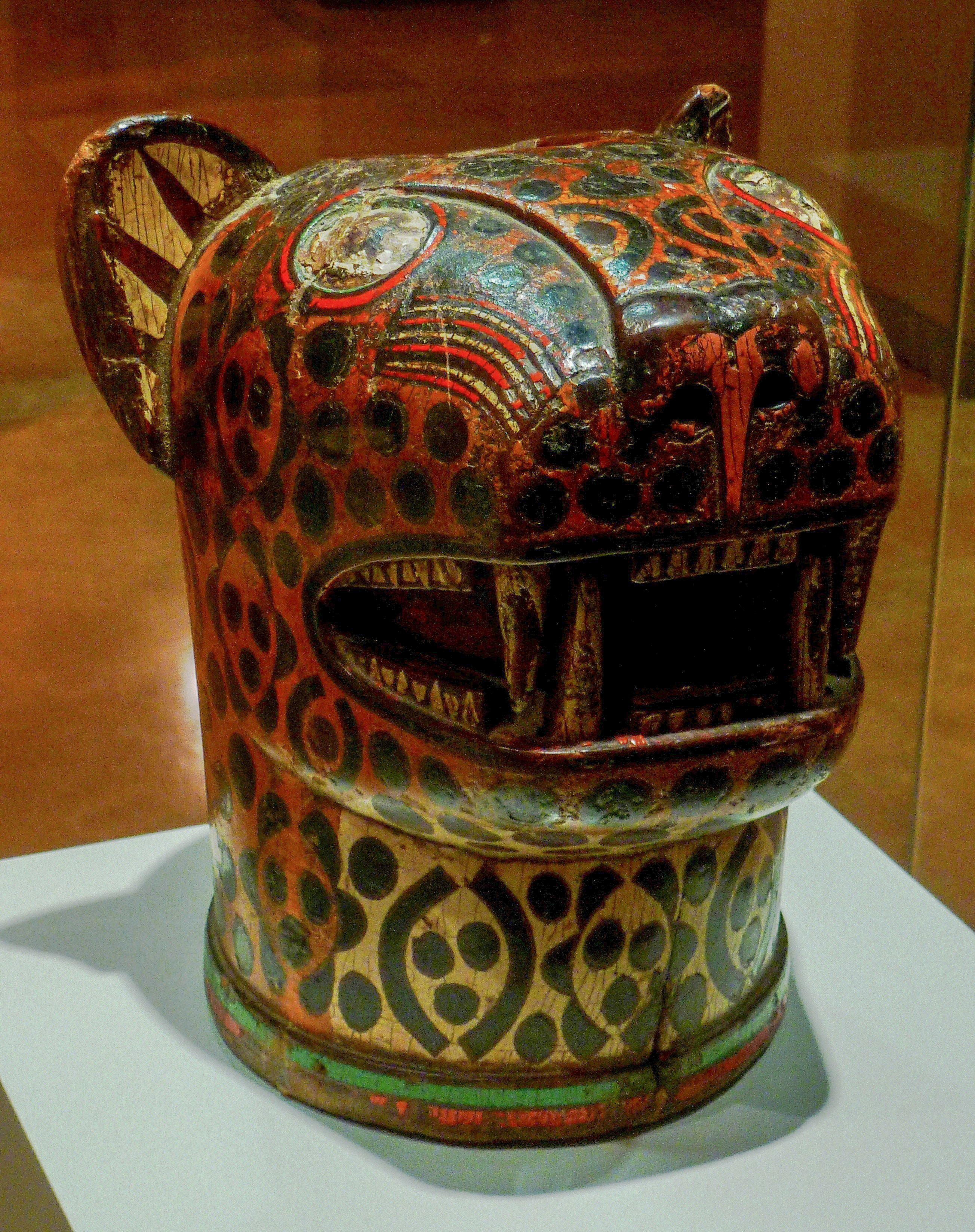
Quero escultórico, representando una cabeza felínica. Museo de América.

Se pueden distinguir dos tipos de cerámicas, la utilitaria y la ceremonial. La cerámica utilitaria era la de uso doméstico, por lo general hecho de manera simple y tosca. La cerámica ceremonial, mucho más elaborada y decorada, era enterrada con los difuntos, rebosantes de alimentos o bebidas que, de acuerdo a la creencia inca, debían servir a los muertos en su camino hacia el otro mundo. Son estos ejemplares ceremoniales los que se conservan en los museos y por eso lucen en perfecto estado.
La cerámica inca se caracteriza por sus superficies pulidas, su fina decoración pictórica de tendencia geométrica y el uso de los colores amarillo, negro, blanco, rojo y anaranjado. Solían pintar rombos, líneas, círculos, animales y frutos estilizados, así como plantas y flores.
Ejemplares típicos de la cerámica inca son el aríbalo o puyñun (cántaro), el pucu (plato de asa) y el quero (vaso). El más conocido es el aríbalo, nombre que le dieron los españoles por su lejano parecido con las ánforas griegas. Era usado para guardar chicha o agua. Su tamaño variaba; había algunos que medían metro y medio de altura y otros mucho más pequeños, para uso personal. Su superficie estaba decorada con motivos geométricos.
Especial mención requiere el quero o vaso ceremonial, que si bien los había de cerámica, por lo general eran de madera de chonta. Se distinguen dos formas de quero: el de forma campanular (como la de un vaso típico, con la boca más ancha que la base) y el de forma escultórica (que por lo general adopta la forma de una cabeza humana o la de un felino). Existen queros que tienen decoraciones labradas, como aquel que representa una serpiente enroscada. Otros queros están decorados con dibujos y diseños pintados con variedad de colores, pero por su estilo se considera que son de la época colonial. Los propiamente de la época inca serían los queros escultóricos o labrados.
El prestigio alcanzado por la cerámica inca hizo que en muchos lugares conquistados se copiara sus formas y decoraciones. Generalmente se producía una mezcla de los estilos locales con el estilo inca y se encuentran piezas chimú-inca, chancay-inca, etc. Cuando llegaron los españoles, la alfarería inca perdió su función mágica y ceremonial y se volvió utilitaria.

### Pintura
La pintura como arte fue ampliamente practicada por los incas, aunque sin alcanzar los niveles de las culturas preincaicas, como la nasca y la moche. 
Esta expresión artística fue realizada principalmente sobre murales y mantos, de los cuales solo se conservan algunas trazas. 
- Los murales pintados- Las decoraciones pictóricas se hacían sobre paredes enlucidas empleando pintura al temple. Se daba especialmente en las edificaciones de adobe de la costa, como en Paramonga, Pachacámac y Tambo Colorado. Hay que distinguir entre paredes pintadas de uno o varios colores y los murales con diseños o motivos representando escenas diversas.[85] El Inca Garcilaso de la Vega menciona también una antigua pintura mural incaica que representaba a dos cóndores y que en sus días todavía se podía ver en una peña altísima en las afueras del Cuzco. Según el mismo cronista, su ejecución habría sido ordenada por el inca Viracocha, en conmemoración de su victoria sobre los chancas.[86]
- Los mantos pintados- Esta técnica aplicada sobre telas de algodón era propia de toda la costa, con mayor énfasis en el norte. Todavía por los años de 1570 a 1577 existían artistas especializados en el arte de pintar mantos que ejercían su oficio trasladándose de un lugar u otro; estos artesanos pedían licencia ante el oidor para usar de su arte e ir libremente por los valles sin ser estorbados. En los museos y colecciones privadas se pueden apreciar estos mantos, empleados quizá para cubrir paredes desnudas o servir de vestimenta a los señores importantes.

Otras muestras de este arte serían las tablas y telas pintadas con escenas históricas y guardadas en Puquincancha (Cuzco), según testimonio del cronista Pedro Sarmiento de Gamboa, pero de las que ya no quedan ningún ejemplo conservado.
También es de destacar la pintura como complemento ornamental de las piezas de cerámica y de otras artesanías, como la realizada sobre los aríbalos (cántaros) y los queros (vasos ceremoniales). En un segundo plano estarían la decoración de los escudos militares, a manera de figuras heráldicas, según la información de algunos cronistas.
Otro renglón dentro del arte pictórico fue la realización de una suerte de mapas pintados que representaban un lugar o una región. El cronista Juan de Betanzos cuenta que después de la victoria sobre los chancas obtenida por el príncipe Cusi Yupanqui, los dignatarios cusqueños fueron al encuentro de este para ofrecerle la borla y lo encontraron pintando los cambios que pensaba introducir en el Cuzco. Esta práctica estaría confirmada por una afirmación en un juicio sostenido por las etnias de Canta y de Chaclla en 1558-1570. Uno de los litigantes presentó ante la Real Audiencia de Lima los dibujos de su valle indicando sus reclamos territoriales, mientras los segundos exhibieron una maqueta de barro de todo el valle. Pedro Sarmiento de Gamboa decía que al conquistar un valle se hacía una maqueta y se le presentaba al Inca.

### Orfebrería y platería

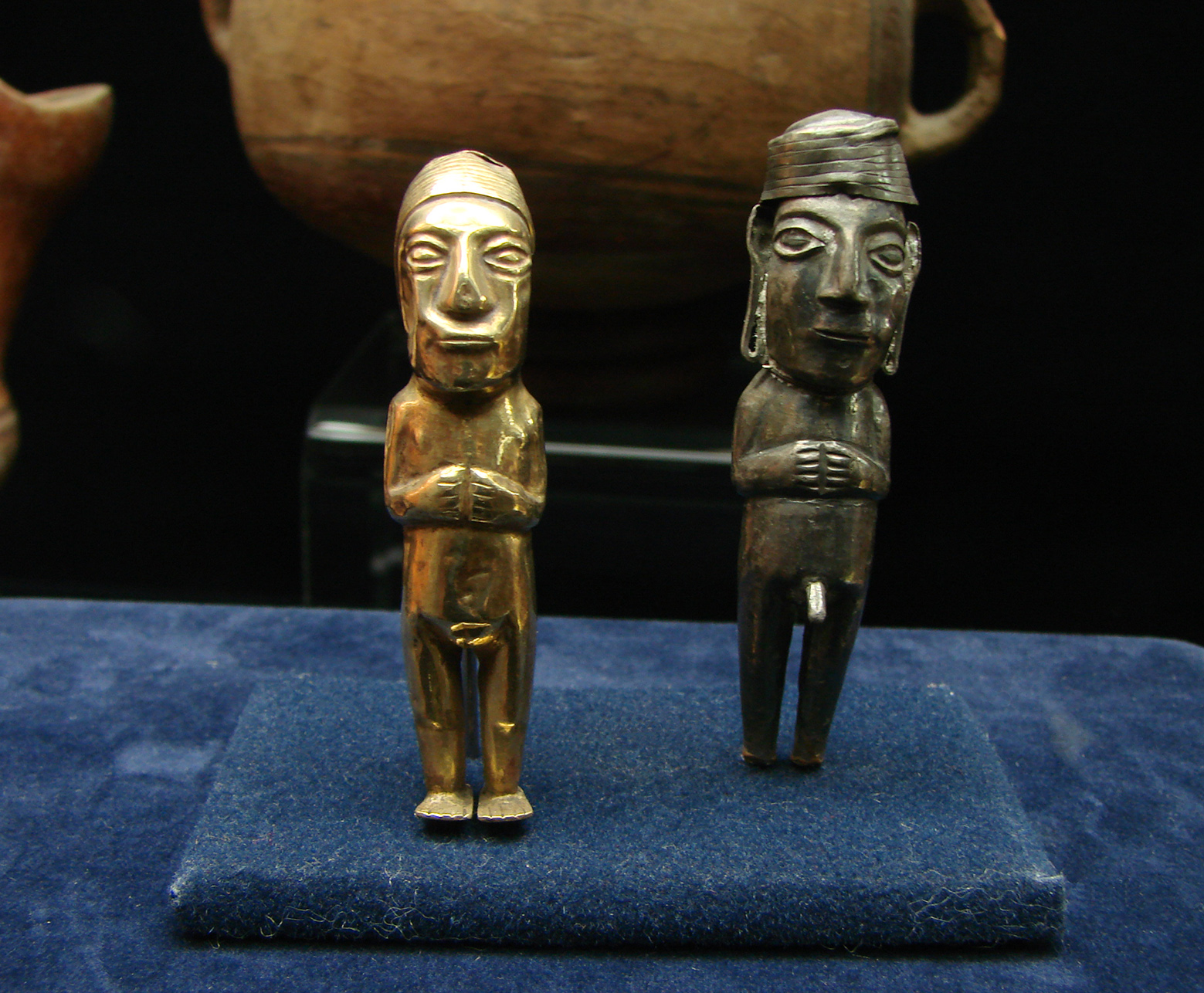
Estatuillas de oro y plata.

Los incas utilizaron los metales preciosos (oro y plata) para labrar bellos objetos de orfebrería y platería. En realidad, quienes realizaban estas obras artísticas eran los pueblos sometidos, como los chimúes y los ichmas, cuyos orfebres fueron trasladados al Cuzco para ejercitar su arte al servicio del Inca. Producían aretes, orejeras, brazaletes, ajorcas, collares, sortijas, prendedores, tumis rituales, placas, planchas, efigies de plantas, animales y seres humanos para adornar los templos y palacios del Cuzco y otras ciudades importantes.
Los orfebres y plateros formaban una casta especial y tenían ciertos privilegios. El orfebre era llamado cori camayoc; el platero, collque camayoc.
Es fama que los conquistadores españoles encontraron cantidades ingentes de objetos artísticos labrados en oro y plata, como aquellos que fueron ofrecidos para el rescate del inca Atahualpa y los hallados en el Coricancha; en este último se hizo famoso un gigantesco disco de oro que era imagen del dios Sol o Inti (punchau). Sin embargo, todos esos objetos fueron fundidos y transformados en lingotes para ser repartido entre los captores del Inca y la Corona española.

### Textilería

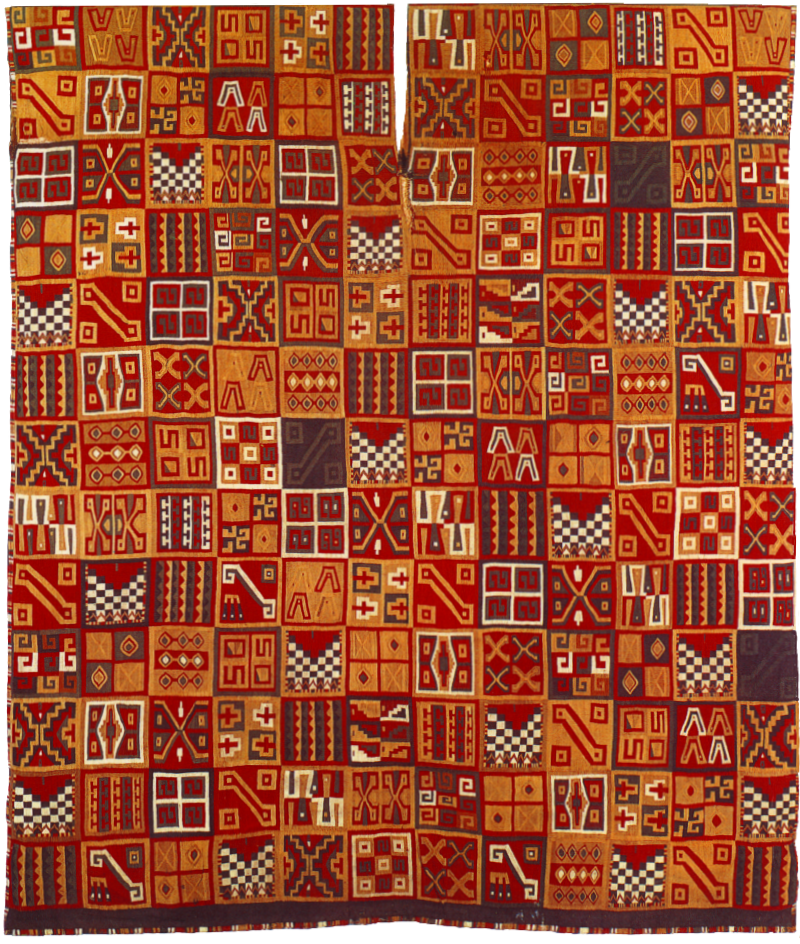
Arte textil inca con tocapus. Túnica.

La textilería estuvo muy desarrollada, aunque sin llegar a la belleza desplegada por algunas culturas preincas costeñas, como la nazca y la paracas.
Los incas conocieron los telares verticales y horizontales con los que crearon variados tejidos de lana y algodón. Los tejidos finos que se han conservado son motivo de admiración por su colorido y finura en la confección. Este tejido, llamado cumbi o cumpi, estaba hecho de lana de vicuña y cuando se le quería dar calidad especial o aspecto vistoso, se le mezclaba con hilos de oro, pelos de lana y murciélago o se le recubría con plumas multicolores o se adornaban con cuentas. Estaba decorado con hermosos dibujos geométricos y naturales (tocapus). Los elementos decorativos y el color realzaban la fineza y suavidad del tejido.
También crearon tejidos decorados con plumas de colores vivos, de los que se conservan bastantes muestras en el ajuar de sus momias.
Debido a la organización clasista de la sociedad inca, los trajes finísimos estuvieron destinados al Inca y a la nobleza, mientras que las gentes del pueblo vestían trajes simples y burdos. Pese a ello, los habitantes del Perú antiguo fueron los mejores vestidos de la América precolombina.

### Música y danza
Los incas conocieron solo los instrumentos musicales de viento. Usaron flautas en diversas variedades, como las quenas, antaras y otras, así como los pututos (trompetas hechas de conchas marinas). También instrumentos de percusión como las tinyas o tambores. La música incaica era de cinco notas fundamentales, es decir, era pentatónica, en vez de la música de siete notas que hoy usamos.
Las labores agrícolas se hacían generalmente al son de la música y canto para darles ritmo y compás. La danza era ejecutada por grandes masas humanas y tenía preferentemente un carácter religioso. Había danzas totémicas destinadas a dar culto a los tótems u antepasados epónimos; danzas solemnes como las realizadas en las grandes fiestas religiosas como el Inti Raymi; danzas dedicadas a los muertos; danzas en conmemoración de hechos históricos; danzas guerreras y danzas de alegría (Kashua).

### Momificación
Según Del Busto, se considera a la momificación como un arte porque buscó la belleza de los reyes incas y de los nobles fallecidos, ya que los incas consideraban necesaria la conservación de sus cuerpos para asegurar la buena fortuna a su linaje.
Cuando el Inca moría, su cuerpo era embalsamado de acuerdo a determinados ritos. Se usaba una sustancia llamada isura, que se extraía de una planta de la selva. El cadáver momificado, llamado mallqui, permanecía sentado en el mismo trono en el que había gobernado, conservando todos los atributos de su dignidad y recibiendo el homenaje conmovido de sus súbditos, que los consideraban “vivos”. Cada panaca se encargaba de cuidar a su momia respectiva, dándole los honores y servicios que habían recibido en vida, y perpetuando su historia. Los mallquis, trasladados en literas, concurrían a todas las ceremonias que se celebraban en la plaza del Cuzco y recibían la reverencia del pueblo.
Cuando llegaron los españoles, todas esas momias reales fueron escondidas. Según el Inca Garcilaso, Juan Polo de Ondegardo descubrió cinco de ellas, “tres de reyes y dos de reinas.” Algunas se hallaban en buen estado de conservación.

## Literatura
Los cronistas de la conquista y de la colonia han dado fe de la existencia de una literatura quechua o incaica, que se transmitió de manera oral, siendo su principal vehículo de transmisión el idioma quechua o runa simi, que los incas impusieron como lengua oficial en todo el imperio. Se suele dividir en literatura cortesana y literatura popular.

### Literatura cortesana
Llamada así por haberse realizado en la corte de los Incas, era la literatura oficial y su ejecución estaba encargada a los amautas (profesores) y a los quipucamayocs, quienes usaban el sistema mnemotécnico de los quipus. Tres fueron los géneros principales que cultivaron: el épico, el didáctico y el dramático.
- El género épico está representada por los poemas que expresaban la cosmología del mundo andino (mitos de la creación, el diluvio, etc.), así como las que relataban el origen de los incas (leyendas de los hermanos Ayar, de Manco Cápac y Mama Ocllo, etc.).
- El género didáctico abarcaba fábulas, apólogos, proverbios y cuentos, ejemplares de los cuales han sido recogidos modernamente por diversos estudiosos.
- El género dramático, que a decir del Inca Garcilaso, abarcaba comedias y tragedias, buscando similes con la cultura occidental.[93] En realidad, se trataban de representaciones teatrales en donde se mezclaban danza, canto y liturgia. Se afirma que el famoso drama Ollantay, cuya versión escrita data de la época colonial, tendría un núcleo fundamental de origen incaico y una serie de interpolaciones posteriores enderezadas a amoldarla al teatro hispano.

### Literatura popular
Es la que surgió espontáneamente en el pueblo y en el campo. Abarca masivamente el género lírico, es decir, composiciones poéticas que estaban unidas a la música y la danza, y que por lo general eran entonadas en grandes masas corales, alternándose hombres y mujeres. Estas manifestaciones formaban parte del quehacer cotidiano. Funerales, fiestas, nupcias, peleas, guerras, etc. estaban enmarcados en una ritualización expresada a través del arte. Son dos sus manifestaciones principales:
- El harawi, canción de diversos tipos (de amor, de arrepentimiento, de alegría, etc.). Tenía un carácter intimista y estaba a cargo de un aedo, denominado harawec o haravicu. En la época colonial derivó en el huayno y en el yaraví.
- El haylli, himno de alegría, se entonaba en las fiestas religiosas o en celebraciones de triunfos.

Muchas de estas creaciones han llegado a nuestros días de forma diferida, plasmadas en los trabajos de los primeros cronistas: por ejemplo, el Inca Garcilaso de la Vega recupera poesía quechua, mientras que Felipe Guaman Poma de Ayala relata el mito de las cinco edades del mundo.

## Ciencia y tecnología
La etnia inca, al igual que otras culturas andinas contemporáneas, no hicieron grandes aportes a las ciencias y tecnologías. Lo que hicieron fue recoger y aprovechar todo el legado cultural de civilización andina, que se remonta a Caral, es decir al 3000 a. C. Al momento de fundarse el imperio inca, las diversas ramas de las ciencias como la astronomía, las matemáticas y la medicina, así como las variadas tecnologías aplicadas en la agricultura, la hidráulica y la arquitectura, ya estaban inventadas, experimentadas y desarrolladas hasta su máxima perfección. El mérito de los incas fue aprovechar costumbres, conocimientos y técnicas milenarias, haciendo alguna que otra contribución y luego, con ese sustento, crear un Estado imperial cuyo fin era la unificación del mundo andino, pero cuya consolidación definitiva se vio truncada por la invasión española.
Hay que señalar además que lo que llamamos conocimientos científicos en el Perú antiguo corresponden en realidad a una etapa precientífica, por la que también pasaron otras grandes civilizaciones del mundo. Se trataba de saberes empíricos, que se consolidaron a través de milenios de experiencia y que tuvieron un carácter eminentemente práctico. No hay evidencia que alguna vez el hombre del Perú prehispánico haya hecho reflexiones teóricas ni formulaciones matemáticas. Es de destacar también que en todos los dominios de la ciencia y técnica se inmiscuía la magia y la religión. Es solo con la revolución científica ocurrida en Europa a partir del siglo XVII que se puede hablar con propiedad de un desarrollo científico en el mundo.

### Medicina

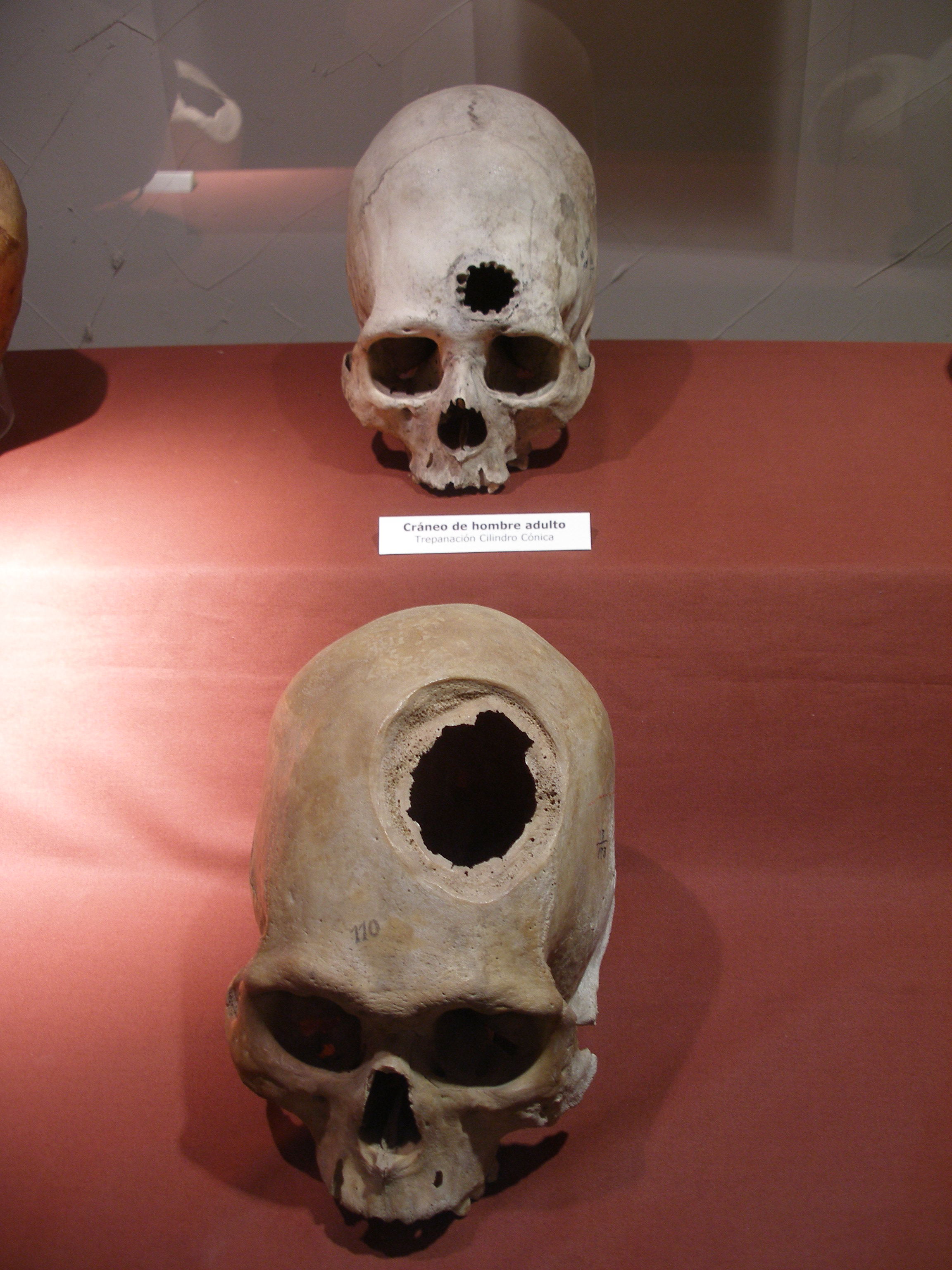
Cráneos incas con señales evidentes de trepanación. Obsérvese el crecimiento del tejido óseo alrededor del corte, lo que indica que el paciente sobrevivió a la operación.

La medicina que se practicó en el incanato, estaba íntimamente ligada a la religión. El doctor Hermilio Valdizán ha determinado una serie de enfermedades que conocieron los incas y los tratamientos que aplicaron a cada una de ellas. Los curanderos o médicos incaicos se llamaban hampi camayocs.
Los incas llegaron a realizar intervenciones quirúrgicas, como trepanaciones, con el propósito de eliminar fragmentos de huesos o armas, que quedaban incrustadas en el cráneo, luego de accidentes o enfrentamientos bélicos. Algo que ya hacían, siglos atrás, los paracas. Uno de los instrumentos utilizados en la cirugía incaica, fue el tumi o cuchillo de metal en forma de "T". Se desconoce que es lo que utilizaban como anestesia, aunque algunos suponen que se usaba la coca. También usaron gasas y vendas. 
El Inca Garcilaso de la Vega asegura que efectuaban la sangría para curar diversas dolencias, así como que usaban purgantes y vomitivos para la expulsión de parásitos y otros humores.
Su farmacopea contaba con numerosas hierbas medicinales y plantas alucinógenas, de la costa, sierra y selva. Particularmente muy estimadas fueron las hojas de la coca y el tabaco. También usaron medicinas de origen animal (como el sebo) y mineral.
En muchos lugares del Perú todavía existe la figura del curandero y el hierbero, que siguen utilizando los tratamientos heredados de la época prehispánica, a base de hierbas y otros productos, lo que constituye la llamada medicina folklórica. Lamentablemente, en la mayoría de los casos se trata de una herencia ya borrosa y lejana de los grandes conocimientos del pasado, atenuados y mermados por la Conquista española, la llamada "extirpación de idolatrías" católica. Las épocas colonial y republicana continuaron este desarrollo de la destrucción cultural y progresiva eliminación de los conocimientos ancestrales.

### Matemáticas
Conocieron el sistema decimal, que lo aplicaron a la estadística y contabilidad de los quipus y a la organización de sus recursos. También tuvieron grandes conocimientos de agrimensura, es decir, la medición de tierras. En el arte de construir debieron también aplicarse conocimientos científicos, si se tiene en cuenta los imponentes y bien ensamblados que son algunos edificios, como Sacsayhuamán y Machu Picchu, que indudablemente requirieron de una cuidadosa programación y cálculos físicos y matemáticos.

### Astronomía

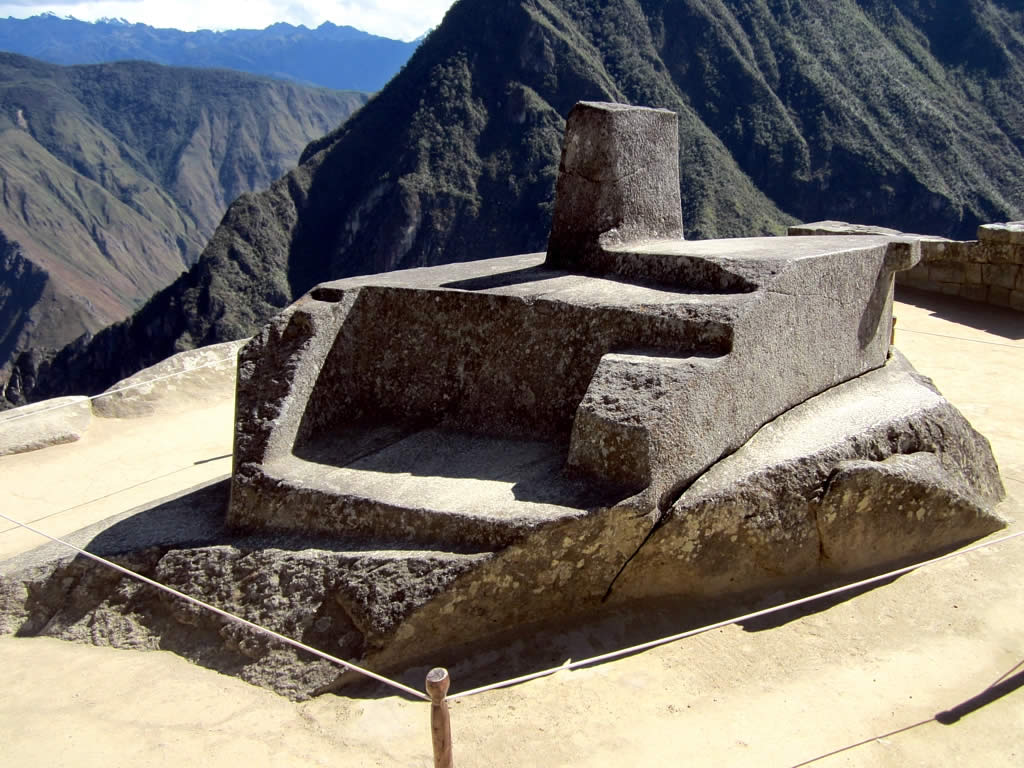
Intihuatana de Machu Picchu.

La astronomía mereció especial atención porque se relacionaba con las labores agrícolas y su división se marcaba con una fiesta especial. Observaron pacientemente al Sol y determinaron los solsticios y los equinoccios. Para tal efecto utilizaron columnas de piedra levantadas en las partes altas del Cuzco. Al observatorio solar llamaron Intihuatana (quechua: inti watana, “donde se amarra al Sol”), que consistía en una columna de piedra levantada sobre un círculo de este material, que se hallaba en algunos lugares destacados, tales como los patios de los templos o edificios religiosos y siempre expuestos a la proyección de la luz solar.
El año estaba dividido en 12 lunas de 30 días cada una, más una serie de días complementarios. A cada luna o mes le correspondían festividades religiosas acompañadas de ceremonias específicas. Según Guaman Poma de Ayala, el calendario de ceremonias y festividades se dividía de la siguiente manera:
- Enero: Huchuy Pocoy
- Febrero: Hatun Pocoy
- Marzo: Pachapucuy
- Abril: Inca Raymi Quilla
- Mayo: Amoray Quilla
- Junio: Inti Raymi
- Julio: Chacraconacuy
- Agosto: Chacrayapuy Quilla
- Septiembre: Coya Raymi
- Octubre: Uma Raymi Quilla
- Noviembre: Aya Marcay Quilla
- Diciembre: Cápac Inti Raymi

### Geografía
Tuvieron amplios conocimientos de geografía y a base de ellos dividieron el Imperio en cuatro suyos. Sabían perfectamente cuál era la naturaleza física del territorio que dominaban y lo plasmaron en mapas en relieve, elaborados de arcilla, marcando todos los accidentes geográficos.
Diferenciaron las diversas regiones naturales y la clasificaron según la altitud. A la costa la llamaron Yunga. A la sierra la dividieron en cuatro altitudes: Quechua, Suni, Puna y Jalca. A la selva Rupa rupa y Omagua. Todos estos conceptos los aprovechó el geógrafo Javier Pulgar Vidal para hacer su célebre clasificación de las regiones naturales del Perú.

### Historia
El que hacía de historiador entre los incas era el amauta, un funcionario adscrito a la corte del Inca, cuyo papel era equivalente al de un maestro y cronista. Este amauta conservaba la memoria de los hechos gloriosos del Inca y de sus antepasados (que figuraban en la lista del Cápac cuna). Todo lo registraba, tanto las ordenanzas y prohibiciones imperiales, como las guerras y victorias de los reyes incas. Al no contar los incas con escritura, estas tradiciones se trasmitían de manera oral. Pero algunos cronistas afirman que esta memoria se guardaba también a través del sistema de los quipus, cuerdas de algodón de colores diversos y con nudos desplegados a intervalos, de los que si se tiene certeza que se usaban en la contabilidad. El experto en estos quipus se llamaba quipucamayoc.

### Metalurgia

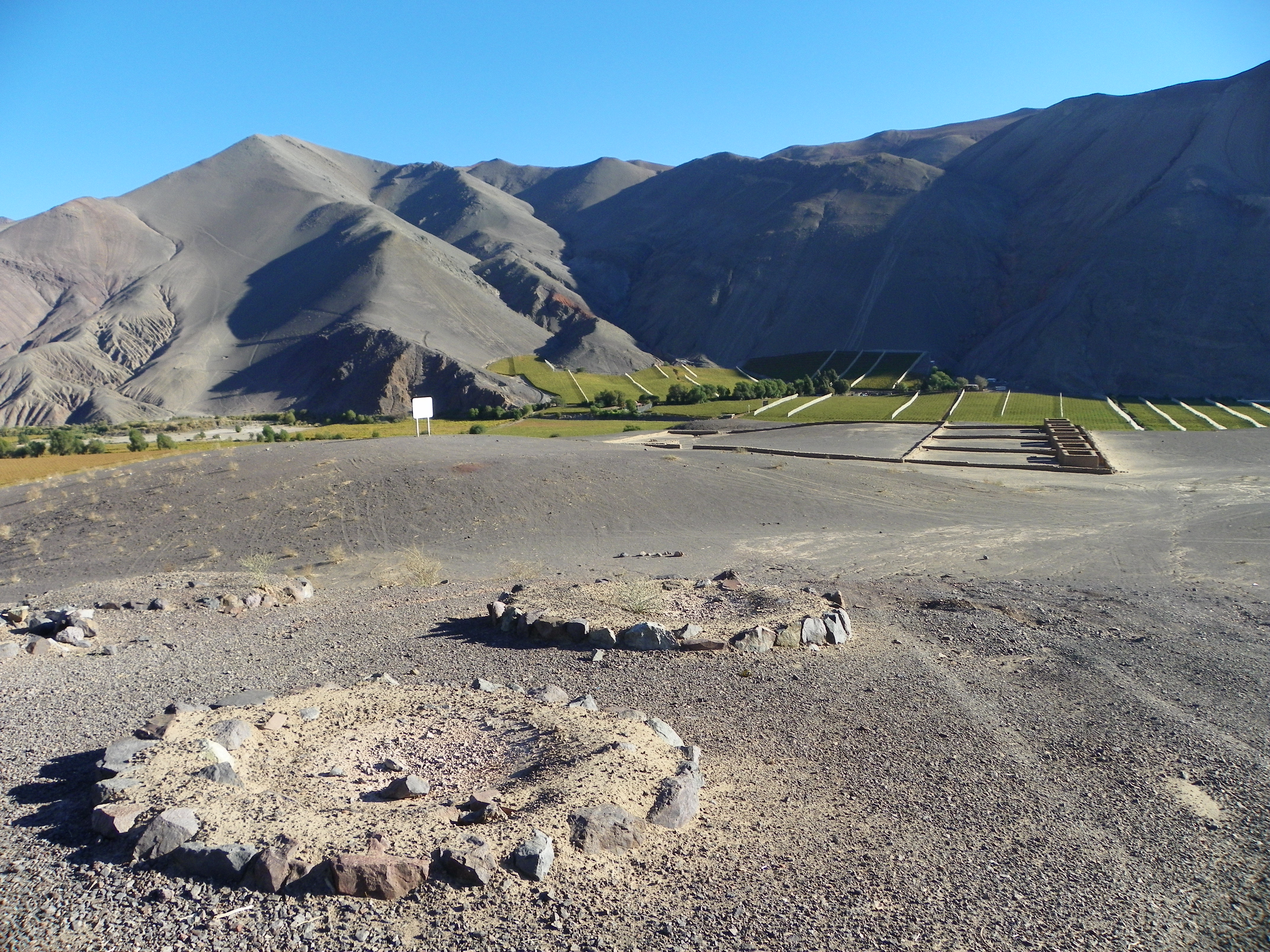
Bases de huayras u hornos metalúrgicos en viña del Cerro, Copiapó.

En el campo de la metalurgia, los incas se colocaron a la cabeza de los pueblos precolombinos, perfeccionando las técnicas heredadas de las culturas preincas. Conocieron y trabajaron el oro, la plata y el cobre, y aún obtuvieron la aleación del bronce (cobre y estaño). No conocieron el hierro.
Los metales los obtenían de los botines de las conquistas y de las explotaciones mineras organizadas, que pertenecían tanto al Inca como a las comunidades, obteniéndolas sin cavar muy profundamente la tierra. El oro lo sacaban mayormente de las arenas de los ríos.
Los minerales los fundían en huayras o crisoles de tierra cocida, que colocaban en las altas cumbres y cuyo fuego se avivaba con los vientos, o bien lo atizaban soplando con canutos de cobre.
Los metales de mayor dureza lo utilizaban en las puntas de sus instrumentos de labranza, en sus armas, y en instrumentos para tallar piedras durísimas como el granito.

### Tecnología agrícola

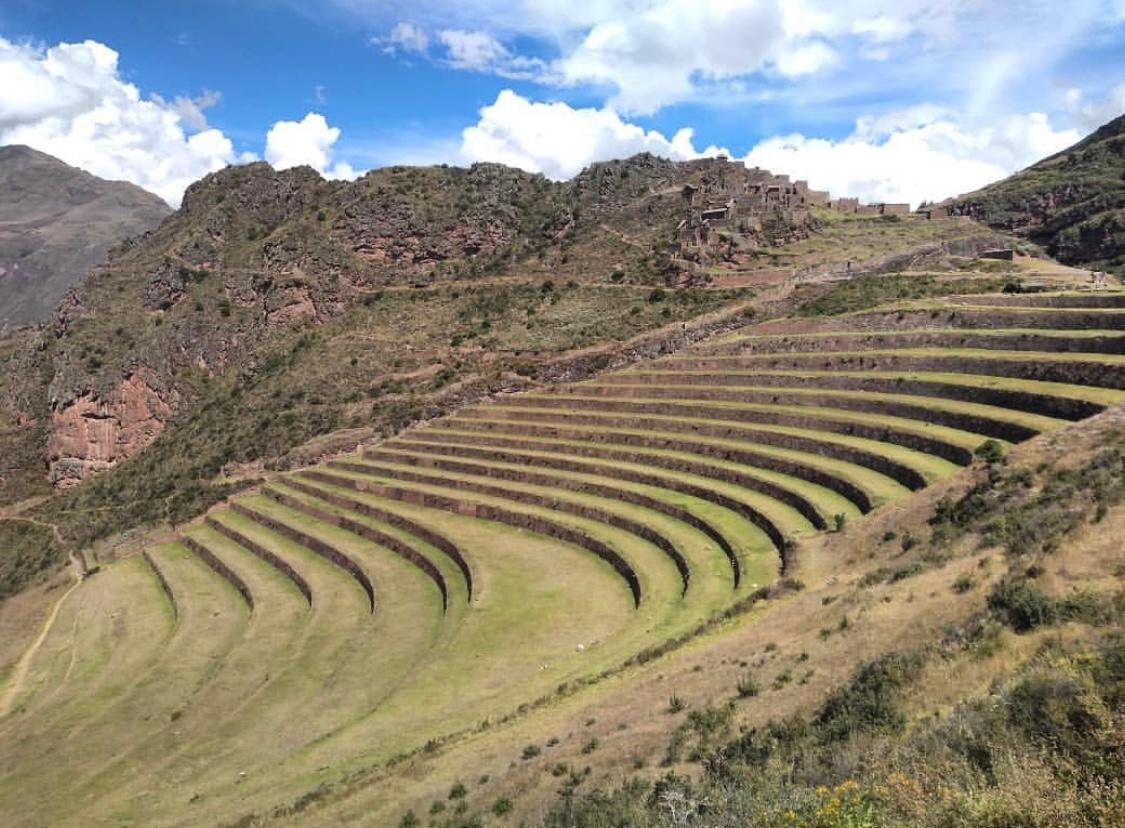
Andenes en el Valle Sagrado de los Incas (Písac).

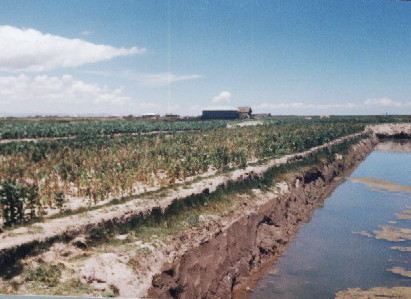
Camellón o waru waru moderno.

Los incas fueron un pueblo esencialmente agrícola; sin embargo, tuvo su asiento en un territorio falto de tierras cultivables. Para superar tal deficiencia aplicaron técnicas agrícolas, las principales de las cuales fueron las siguientes:
- Andenes o terrazas, para evitar la erosión y aprovechar las laderas de los cerros. Estaban constituidos por plataformas con superficies cultivables, reforzadas con muros de contención de piedras, que iban escalando las laderas, adaptándose a las sinuosidades del terreno. Viéndolas de lejos simulan enormes escalinatas.[103]
- Acueductos o canales, en los valles costeños, herencia de las culturas preincaicas, aunque otros fueron ejecutados bajo administración inca. También en la sierra se construyeron canales.[104]
- Waru waru o camellones, técnica heredada de las poblaciones del altiplano. Se trataba de montículos artificiales de tierra, hechos para elevar las zonas de cultivo por encima de la superficie natural del terreno; en torno a ellos circulaban canales de agua. La idea era permitir un mejor drenaje en lugares donde la tierra era poco permeable y estaba sujeta a frecuentes inundaciones, como en la región del lago Titicaca. Los camellones hacían posible aprovechar mejor el agua, evitando su rápida circulación.[105]
- Huachaques u hoyas, realizadas en la costa, que consistían en excavaciones hondas y muy anchas en zonas totalmente áridas, hasta alcanzar las capas húmedas del subsuelo, donde se sembraba.[106]
- Cochas o pozas secas que se llenaban en época de lluvias y que luego se usaban en el riego. Eran muy empleadas en las tierras altas vecinas al lago Titicaca.[107]

También utilizaron abonos o fertilizantes, que consistían en excrementos de camélidos y de cuyes, el pescado y, especialmente, el afamado guano de islas. Como instrumentos agrícolas se usaron la chaquitaclla o arado de pie, y las azadas.
Se debe resaltar además la técnica de mejoramiento de especies, como al parecer lo atestigua el sitio de Moray, conformado por una serie de andenes circulares, que simula un anfiteatro, sitio que posiblemente fue un centro de investigación agrícola, donde se llevaron a cabo experimentos de cultivos a diferentes alturas. La disposición de sus andenes produce un gradiente de microclimas teniendo el centro de los andenes circulares concéntricos una temperatura más alta y reduciéndose gradualmente hacia el exterior a temperaturas más bajas, pudiendo de esta forma simular hasta 20 diferentes tipos de microclimas.

### Tecnología de la conservación de alimentos
Los incas conocieron la técnica de la conservación de alimentos, lo que les permitía evitar su deterioro durante mucho tiempo. Uno de los alimentos mejor conservados fue la papa, pero no cualquier papa, sino la amarga, y solo en casos de faltar esta se tomaba la negra o la blanca. A dichos tubérculos se les sometía a un proceso para que eliminara el agua; al efecto tendían en el suelo las papas y durante algunos días se las dejaba bajo los rayos solares y la helada nocturna; luego se le sometía a presión para que expulsara la poca humedad que aún conservaba, y ya secas, perdían los dos tercios de su peso original. Luego la molían hasta convertirla en harina de chuño, que lo guardaban en los depósitos. Otro tubérculo empleado para hacer chuño era la oca; mas no lo hacían con el olluco, por ser demasiado pequeño.
También supieron conservar la carne, deshidratándola y convirtiéndola en charqui (chalonas o cecinas). Para tal fin, solo bastaba colgar la carne cortada en pedazos, hasta que perdiese toda su humedad que tuviese, y no le echaban sal ni otro preservativo. Una vez seca podía durar por mucho tiempo. Las carnes preferidas eran la de llama, y de vez en cuando, la del venado.
En el litoral marítimo y en las riberas de los lagos, los pueblos pescadores secaban y salaban el pescado, tanto para el consumo propio como para el intercambio.

### Trabajo de la piedra

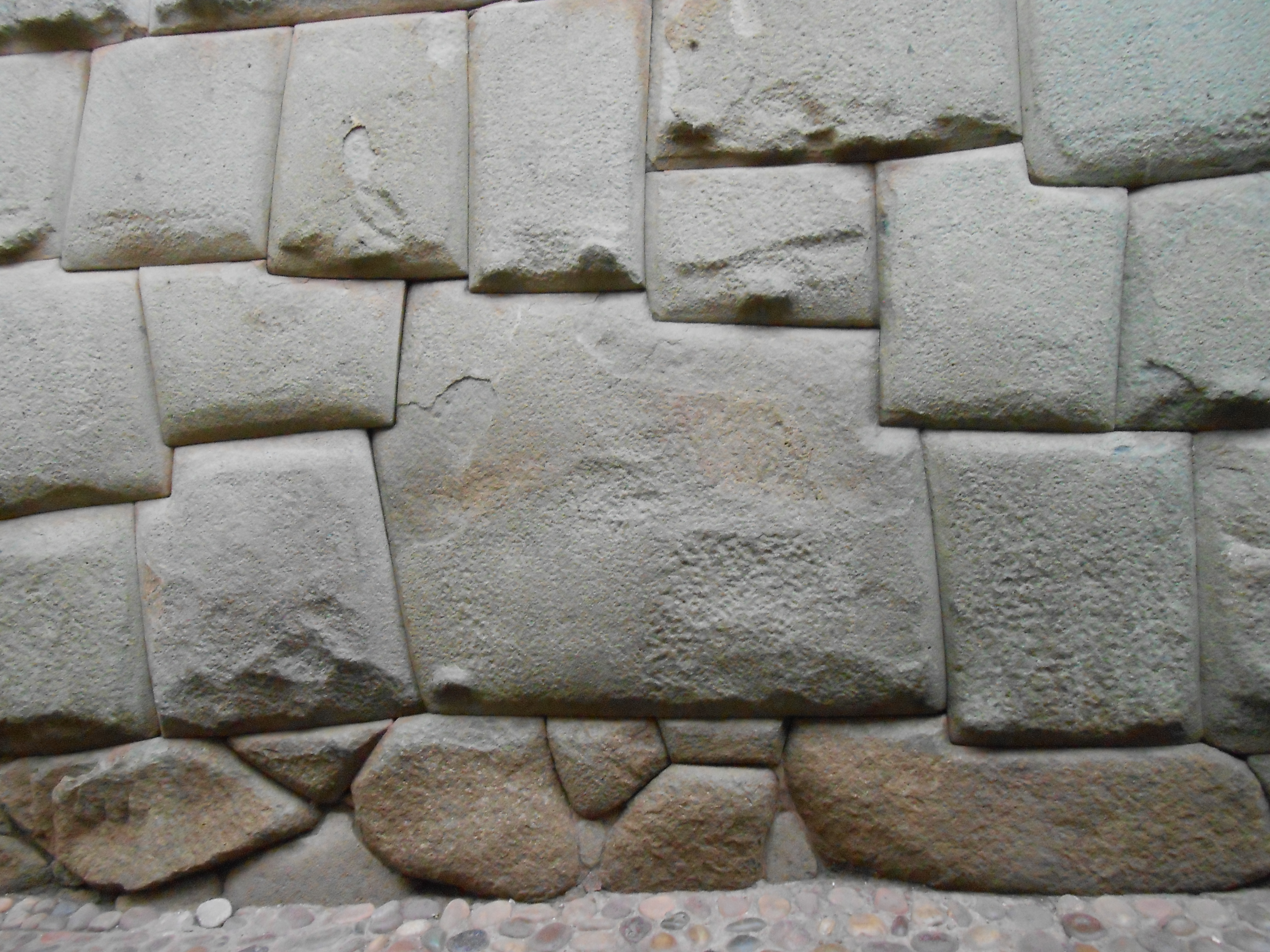
La piedra de los doce ángulos.

En la sección de arquitectura ya mencionamos la impresionante técnica del trabajo de la piedra para las edificaciones. Contrasta los resultados soberbios con la humildad de los instrumentos usados. En esta técnica lítica se puede distinguir tres momentos: la extracción de la piedra, el traslado y su asentamiento. En el trabajo en las canteras usaban las mismas técnicas que han usado otras grandes civilizaciones: se introducían cuñas de madera en incisiones hechas en la roca, que luego mojaban, de modo que cuando se dilataba la madera se quebrantaba la roca. Luego se cortaba y labraba la piedra por sus cuatro lados. Otro problema complicado era el traslado del bloque. Se debieron usar rodillos de madera y sogas, bajo exclusiva tracción humana, pues no contaban con animales de tiro. Pudieron así mover bloques de hasta 100 toneladas. Un vestigio del esfuerzo realizado es la célebre piedra cansada, que se quedó a medio camino. Finalmente, venía la colocación de las piedras en la edificación, para lo cual debieron usar planos inclinados y terraplenes. Los instrumentos usados eran palancas de madera resistente (como de chonta) y sogas de magüey. Lo asombroso es que lograban que las piedras talladas encajaran a la perfección unas con otras, pese a que eran de distintos tamaños y con varios ángulos.

### Los quipus y otras formas de comunicación

Quipu incaico

Los incas contaron con un ingenioso registro numérico a base de cuerdas y nudos llamado quipus. Los nudos indicaban los números, del uno al diez y el color del cordón u otros detalles indicarían el tipo de bienes registrados, aunque hay que destacar que esto último no era una regla común sino que tendía a variar. El encargado de elaborar e interpretar el quipu era el quipucamayoc. El quipu es una herencia cultural milenaria, pues en Caral se descubrieron quipus de 5000 años de antigüedad.
Dos probables formas de comunicación ideográfica fueron los tocapus y los quillcas:
- Los tocapus o tocapos son recuadros en sucesión, cada uno de los cuales tienen un diseño particular, a manera de figuras heráldicas. Suelen aparecer pintados en los vasos o queros y en los tejidos incas. Se ha postulado que se traten de signos de una escritura fonética, aunque otros consideran que son de la época colonial y por tanto, serían solo diseños artísticos influenciados por la cultura occidental.[113]
- Quillca es una palabra quechua que indicaría un diseño pintado. Los españoles lo tradujeron como escritura, aunque en realidad se tratarían de diseños pictográficos realizados sobre peñas (petroglifos), pero no de símbolos fonéticos.[113]

## Religión
Los incas adoraban al dios sol al que llamaban Inti, así como a la luna y a los fenómenos naturales.
La cosmovisión andina fue de carácter politeísta, animista y totémica. En los Andes vivieron gran cantidad de creencias, cada cual con un componente étnico. Se creía en la existencia de tres mundos: superior (Hanan Pacha), medio (Kay Pacha) e inferior (Uku Pacha); y en un dios creador Viracocha.
El culto quechua, era presidido por el Inca, considerado hijo del sol y asistido por los siguientes personajes:
- El Sumo sacerdote inca, llamado Willaq-Uma o Huíllac-Uma (en quechua: «cabeza de los presagiadores o adivinos»), tenía entre sus funciones: presidir las ceremonias religiosas, velar por la ortodoxia del culto, aconsejar al Inca, etc.
- Las acllas: fueron mujeres dadas como tributo por las diversas regiones del Tahuantisuyo. Por lo general realizaban labores al servicio del estado y la religión. Vivían en los Acllahuasis, edificios ubicados en diferentes regiones del Perú. Destacan los acllahuasis del Cuzco y Pachacámac.

### Divinidades

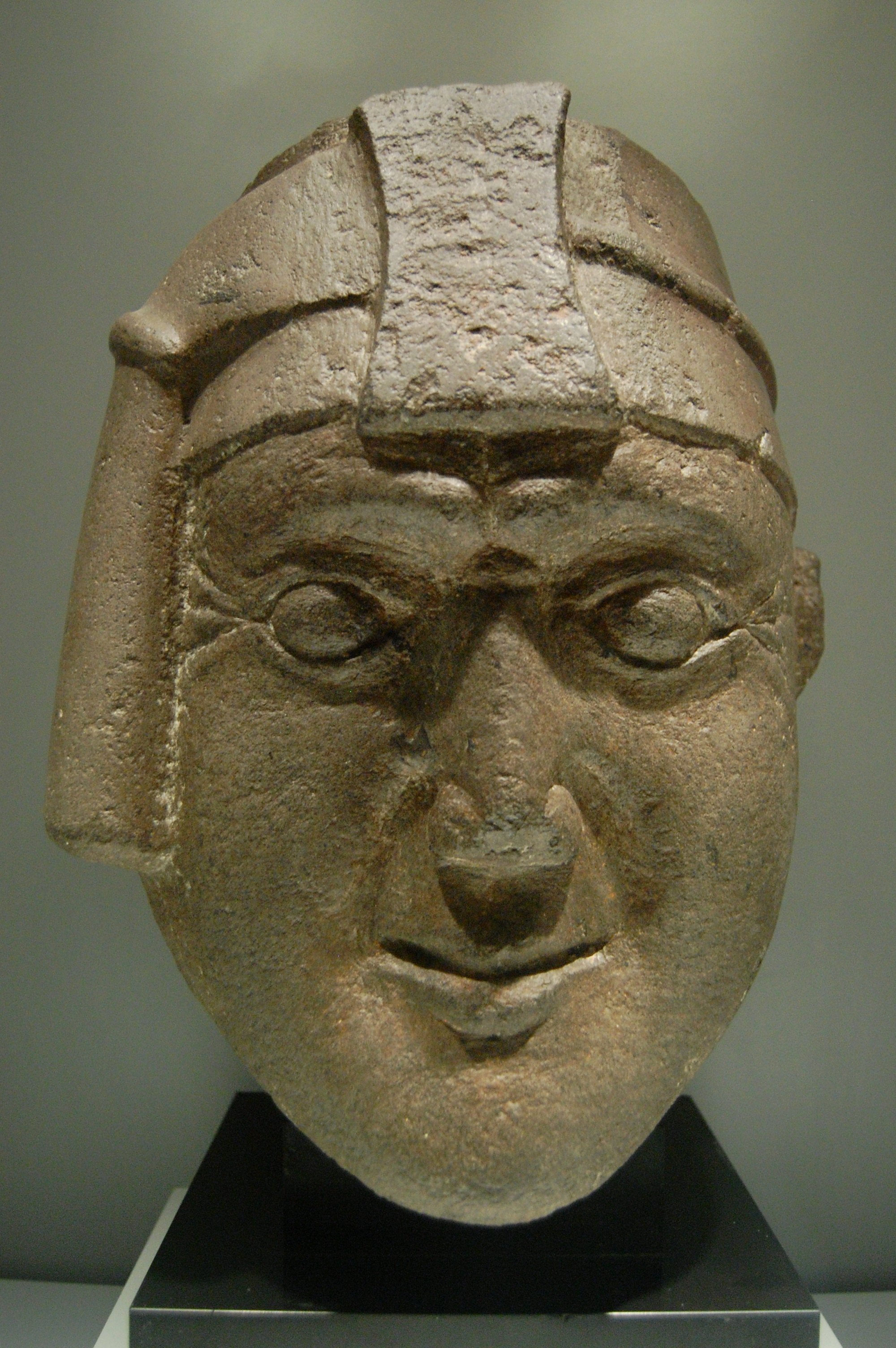
Cabeza inca de piedra con llauto y mascapaicha. Representa probablemente al dios Viracocha.

- Huiracocha: Fue una divinidad panandina, de origen preinca. Era el dios creador, adorado por la nobleza cusqueña.
- El Sol (Inti): Fue el dios oficial en el Tahuantinsuyo, difundido por el inca Pachacútec.
- La Luna (Mama Killa). Madre del firmamento, protectora de las mujeres (especialmente las coyas, las ñustas y las acllas) y hermana-esposa de Inti.
- Chasca Coillur: Diosa de las estrellas.
- Kon: Dios del viento.
- Illapa: Dios del rayo.
- Kuychi: Dios del arcoíris.
- Pachamama: Madre tierra.
- Mama Cocha: Madre de las aguas.
- Pachacámac: Dios de los temblores.
- Supay: Dios de la muerte y del inframundo andino.
- Apus: Dioses de las montañas, los montes tutelares.

### Festividades

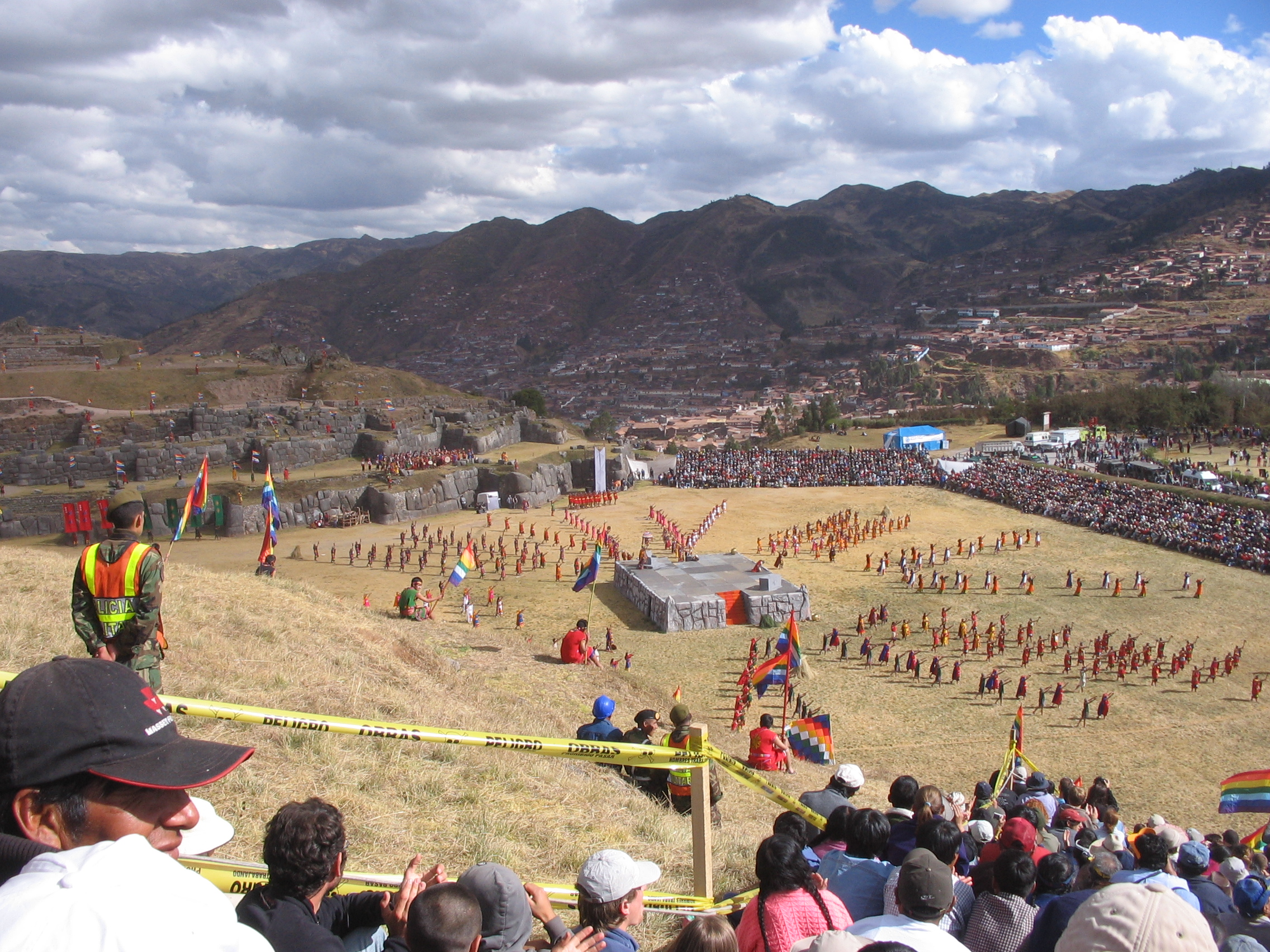
Fiesta del Inti Raymi en la actualidad, en la explanada del Sacsayhuamán.

- Inti Raymi (en quechua, fiesta del Sol), la fiesta más solemne, que se efectuaba durante el solsticio de invierno, en homenaje al Sol, dios y padre de los fundadores del imperio. A ella acudían los dignatarios de todo el país, ataviados con el mayor lujo que le fuera posible. El Inca presidía la ceremonia en una explanada de la plaza del Cuzco, esperando la aparición del Sol. El inca elevaba dos grandes vasos de oro con chicha, y mientras invitaba al Sol con el de la mano derecha, del otro vertía pequeñas cantidades en los vasos de sus parientes.[114]
- Cápac Raymi, la fiesta principal del Sol, que se realizaba en el mes de diciembre. Se sacaban en procesión las imágenes del Sol guardadas en el Coricancha, así como a las momias de los incas. Se hacían muchas ofrendas de oro, plata y spondylus, así como sacrificios de niños y de camélidos. Se realizaba también la ceremonia del Warachikuy.[115]
- Capac cocha, que podría traducirse como «obligación real», se realizaba entre abril y julio, en honor al dios Viracocha. La ceremonia incluía fiestas y ofrendas de reconocimiento y de gratitud. Desde las cuatro direcciones del Tahuantinsuyo los poblados enviaban uno o más niños al Cusco, para, luego de las ceremonias allí oficiadas, regresar y ser ofrendados a huacas o santuarios locales.
- Citua, era la fiesta solemne celebrada el primer día de la luna después del equinoccio. Era considerada como un sacrificio de expiación general. El pueblo se preparaba con un ayuno de 24 horas y con una continencia escrupulosa. Hacían una especie de pasta mezclada con sangre, sacada de entre la nariz y las cejas de los niños con la que se frotaban el cuerpo, previamente lavado, operación con la cual creían precaverse de toda clase de enfermedades. Frotaban igualmente con la misma pasta los umbrales de las casas. El sumo sacerdote hacía la misma operación en el Coricancha y en los palacios.[116]